# Frankfurt-Seckbach
Seckbach ist seit dem 1. Juli 1900 ein Stadtteil von Frankfurt am Main.
Die Einwohnerzahl beträgt 10.471.

## Geographie

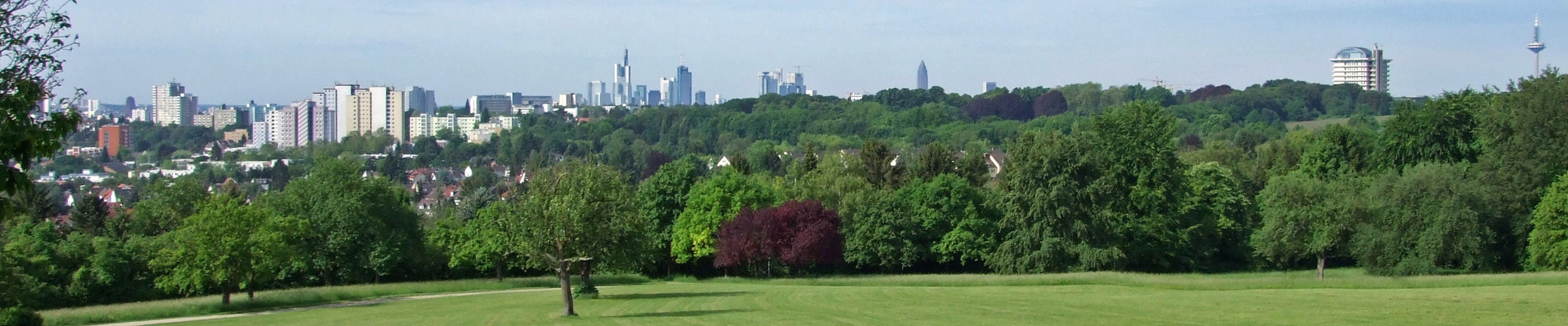
Panoramablick vom Lohrberg auf Frankfurt

### Geografische Lage
Das Stadtteilzentrum liegt rund 5 km nordöstlich vom Zentrum der Frankfurter Innenstadt, oberhalb eines ehemaligen Mainarmes, beiderseits einer dem Höhenrücken flussauf folgenden Fernstraße am Hang des Lohrbergs. Der Lohrberg gehört zur geologischen Formation des Berger Rückens. Er ist der östlichste Ausläufer des Weinanbaugebietes Rheingau und verfügt über dessen kleinste Weinlage, den Lohrberger Hang.
Am östlichen Rand Seckbachs an der Berger Warte und der Leopoldsäule auf dem Berger Rücken liegt mit 212 m ü. NN der höchste Geländepunkt Frankfurts.

### Gemarkungsgrenze
Im Westen verläuft die Stadtteilgrenze Seckbachs in der Fahrbahnmitte der A 661, im Süden in der Mitte des Riedgrabens nördlich der Straße Am Erlenbruch, einschließlich eines großen Teilstücks der Borsigallee bis einschließlich Kruppstraße. Das Seckbacher Industriegebiet grenzt an das kleinere Enkheimer Industrie- und Gewerbegebiet, an den Stadtteil Riederwald und an Fechenheim. Der östlichste Punkt der Gemarkung befindet sich östlich der Vilbeler Landstraße, oberhalb des Florianweges (Bergen) und schließt dortige Bebauung ein.
Der westlichste Punkt Seckbachs liegt an der Kreuzung der Friedberger Landstraße über A 661. Im Norden umfasst die Seckbacher Gemarkung das Alte Zollhaus (1775), das Areal des ehemaligen Großsenders Heiligenstock (1926–1945) bzw. des DENA-Senders (ab 1947), den größeren südlichen Teil des Parkfriedhofes Heiligenstock, reicht bis kurz vor die Berger Warte, bis zur Leopoldsäule und dem Groß-Umspannwerk Berger Warte.

### Siedlungsgeografie
Seckbach hat seine ursprüngliche Dorfstruktur teilweise noch bewahrt, dies gilt insbesondere für den historischen Ortskern und eine kleine noch verbliebene landwirtschaftliche Nutzfläche. Der Dorfkern besitzt eines der am besten erhaltenen fränkischen Fachwerk-Ensembles in Frankfurt. Die historische Siedlung mit der Kirche in der Mitte hat sich modern nach Südwesten in Richtung zur Frankfurter Innenstadt entwickelt.
Der Stadtteil besteht heute aus einem weitgehend gewerbefreien kleinen Gebiet mit Bebauung und Parklandschaft im Westen, einem zusammenhängend besiedelten Wohngebiet mit einem geringen Anteil von Kleingewerbetreibenden, etwa in der Mitte des Stadtteils, und einer weiteren Parklandschaft. Ein größeres Industrie- und Gewerbegebiet schließt sich im Südosten, in der Seckbacher Niederung, an.

### Wirtschaftsgeografie
Der früher umfangreicher als heute betriebene Weinbau ist großteils Streuobstwiesen gewichen, die zum größten zusammenhängenden Streuobstwiesengebiet Hessens gehören und daher auch ökologisch landesweiten Stellenwert besitzen.

## Geschichte

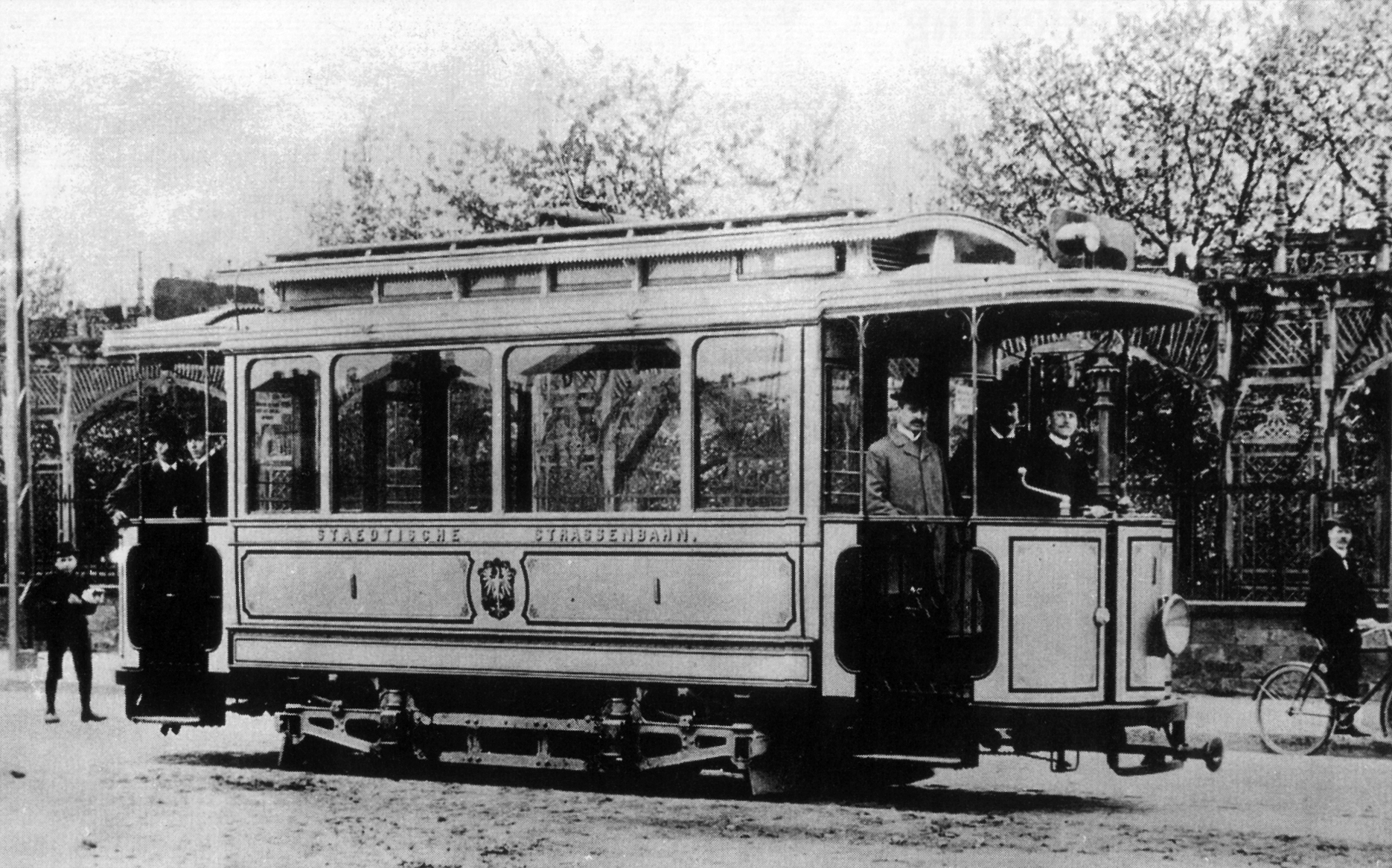
Mit solchen Triebwagen fuhr die erste Trambahn (damalige Bezeichnung) von der Bornheimer Saalburgstraße nach Seckbach, die Linie 22

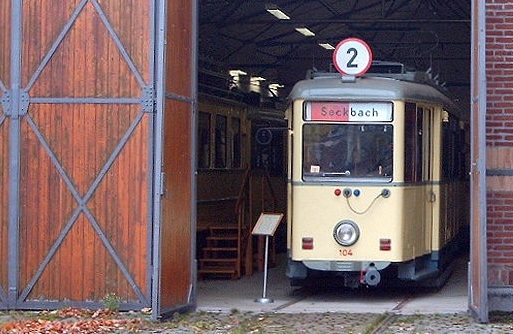
K-Triebwagen der Linie 2 (Bj. ab 1954) mit Fahrtziel Seckbach, Fahrtstrecke vom Bornheimer Depot in der Heidestraße (später Heerstraße, Praunheim) bis zur Eschweger Straße in Seckbach

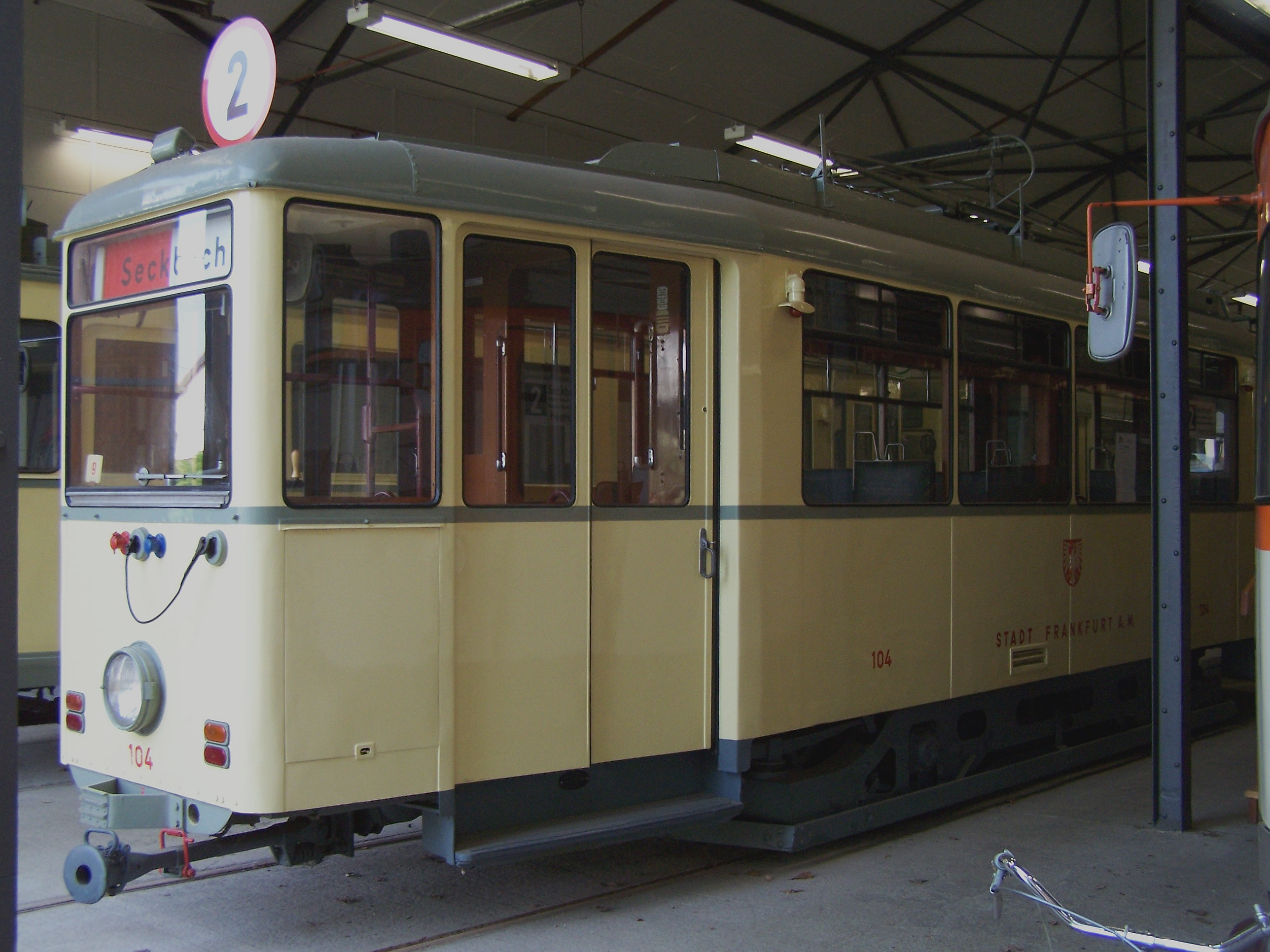
K-Triebwagen der Linie 2 (Bj. ab 1954) mit Fahrtziel Seckbach, Seitenansicht

### Ur- und Frühgeschichte
Die Gemarkung weist prähistorische Bodendenkmäler auf, aus römischer Zeit wurden hier Reste einer Jupitergigantensäule, jetzt im Historischen Museum in Frankfurt, gefunden.

### Mittelalter

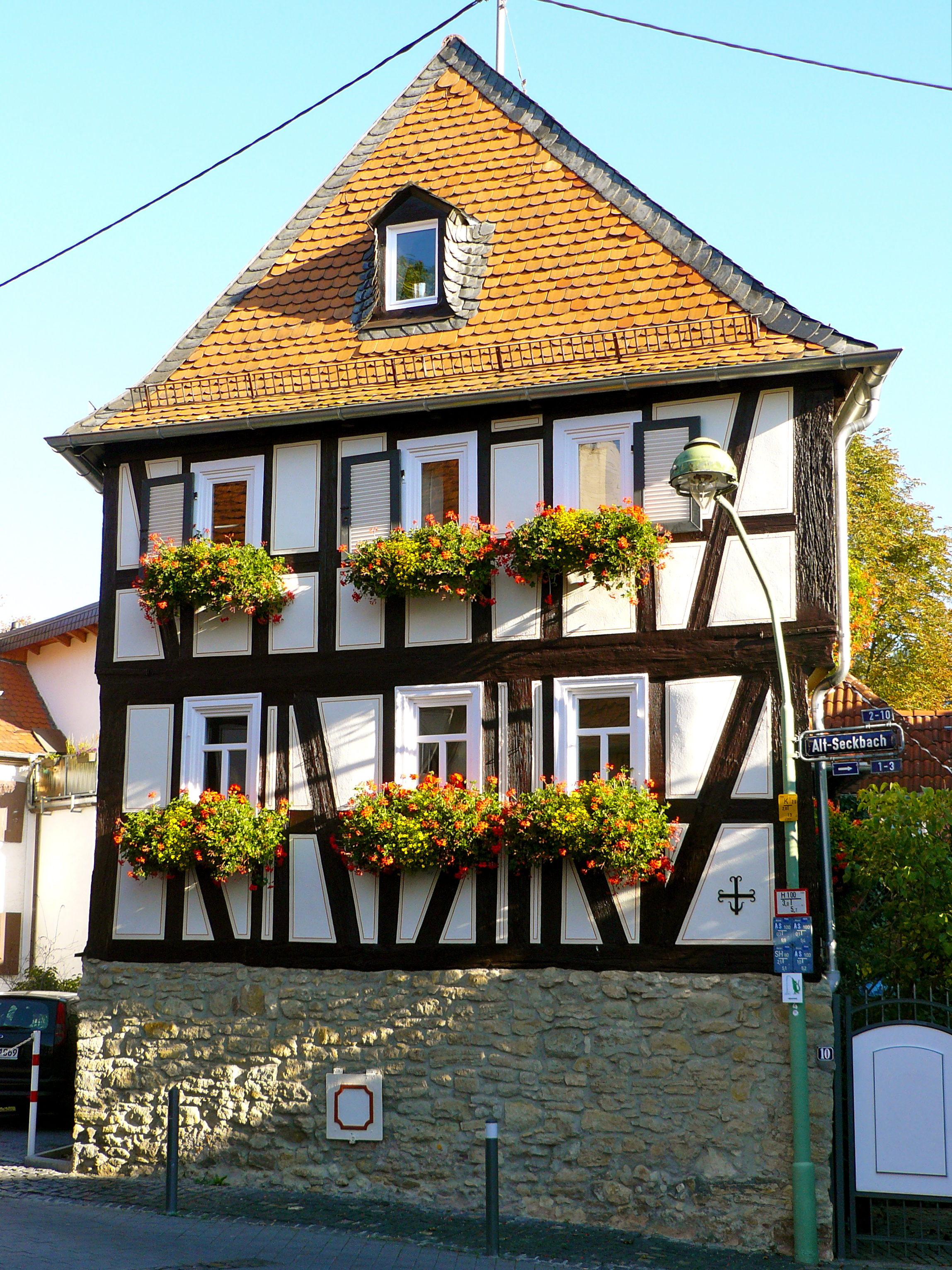
Fränkisches Fachwerkhaus in der Hintergasse 10 im historischen Ortskern des Stadtteils

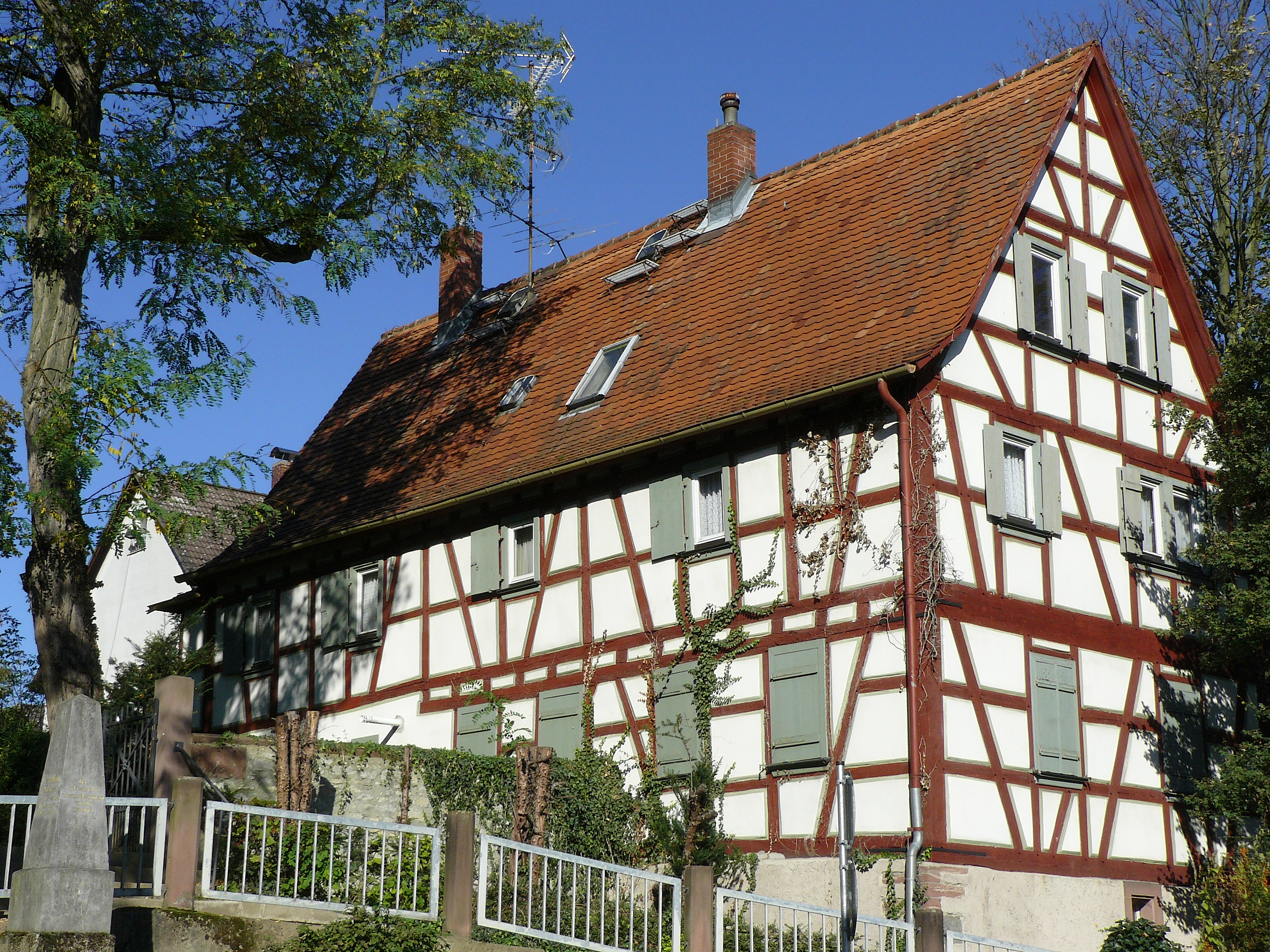
Alte Lutherische Schule Seckbachs (1709)

Die älteste erhaltene Erwähnung von Seckbach als Seckibah stammt aus dem Jahr 882. Etwa zur gleichen Zeit wurde es im Lorscher Codex als Seckebac erwähnt. Es lag im Niddagau. Im Jahre 947, am 14. Februar, schenkt König Otto I. seinem Meier Wetti (nostro villico Wetti) eine königliche Hufe zu Seckbach. Wetti gilt als Ahnherr der von Hagen-Münzenberg, von Heusenstamm und von Dornberg. 1178 wird in einer Mainzer Urkunde der ausgegangene Ort Kirchberg erstmals erwähnt. Kirchberg lag zwischen Seckbach und Bergen-Enkheim. Die Kirchberger Kirche, auch Bergkirche genannt, war anfänglich die Pfarrkirche von Seckbach, Bergen und Enkheim.
Seckbach gehörte zum Gericht und späteren Amt Bornheimerberg. Im Jahr 1320 verpfändete König Ludwig IV. den Bornheimerberg – und so auch Seckbach – an Ulrich II. von Hanau. 1336 gestattete der Kaiser der Stadt Frankfurt, den Bornheimerberg an seiner Stelle von Hanau einzulösen. 1351 erneuerte Kaiser Karl IV. die Pfandschaft für Hanau. Das widersprüchliche Verhalten des Reichs führte zum Streit zwischen Frankfurt und Hanau, zumal Frankfurt sich so von Hanauer Gebiet „umzingelt“ sah. 1434 wurde Graf Reinhard II. von Hanau von Kaiser Sigismund mit dem Bornheimerberg belehnt. Bei der Teilung der Grafschaft Hanau 1458 kam der Bornheimerberg zur Grafschaft Hanau-Münzenberg. Frankfurt versuchte der Stärkung Hanauer Ansprüche durch das Reich zu begegnen, indem es den Seckbachern 1438 das Burgrecht, also das Recht gewährte, sich in Kriegszeiten hinter die Stadtmauern von Frankfurt flüchten zu dürfen. Außerdem kaufte Frankfurt 1477 Anteile am Dorfgericht von Seckbach von den Schelmen von Bergen, um seine Position zu stärken.
Alle Versuche Frankfurts, den weiteren Zugriff Hanaus auf den Bornheimerberg zu verhindern, scheiterten letztendlich. Zwar wurden die Ansprüche Frankfurts auf die neunzehn Dörfer des Amtes nach einem über hundert Jahre dauernden Prozess vom Reichsgericht bestätigt, jedoch verfügten weder Frankfurt noch das Reich über die Macht, das Urteil durchzusetzen. So ließ sich die Stadt Frankfurt schließlich 1481 auf einen Vergleich ein: Hanau verzichtete zugunsten Frankfurts auf alle Ansprüche auf die Dörfer Bornheim, Hausen und Oberrad und erhielt das Amt Bornheimerberg im Übrigen exklusiv. Seckbach wurde damit hanauisch.
Örtliche Grundbesitzer in dieser Zeit waren das Kloster Haina, die Herren von Falkenstein und von Cronberg sowie die Schelme von Bergen. Letztere besaßen auch einen Teil des Zehnten als Lehen von den Herren von Eppstein.
Im Jahr 1387 waren die Schelme von Bergen zu 7/8 und Walter VI. von Cronberg zu 1/8 Inhaber des Dorfgerichts. Die Schelme trugen die Hälfte ihres Anteils von den Grafen von Isenburg als büdingische Erben zu Lehen. 1477 verkauften die Schelme die Hälfte ihres Anteils an die Stadt Frankfurt, das cronbergische Achtel war 1461 mit dem Tod von Frank dem Reichen an die Grafen von Solms gefallen. 1503/04 überließen beide ihre Anteile den Grafen von Hanau. Nach dem Vergleich von 1481 hatte Frankfurt am Einfluss auf das Dorfgericht kein Interesse mehr.

### Historische Namensformen

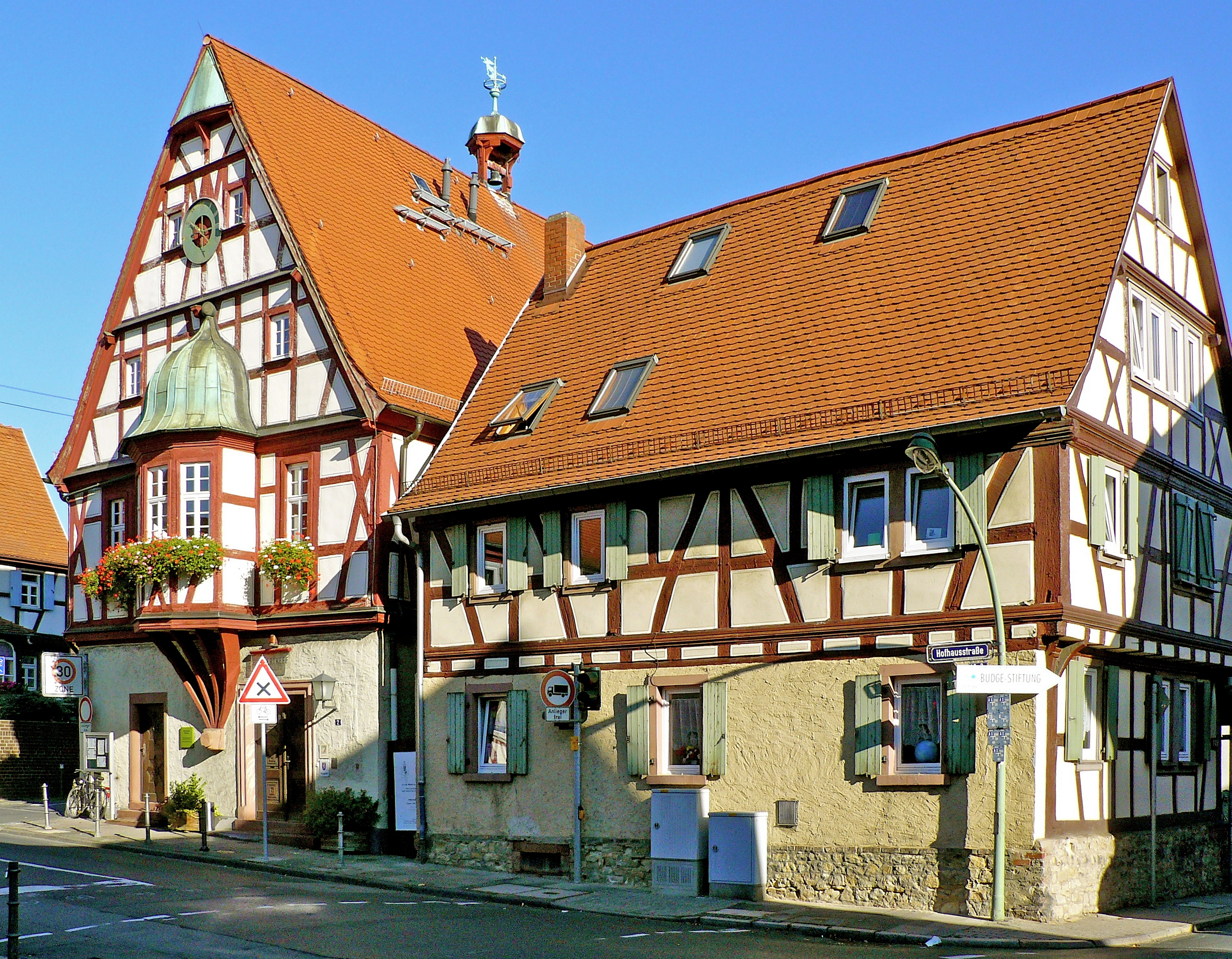
Ehemaliges Seckbacher Rathaus (1542), jetzt Bürgerhaus

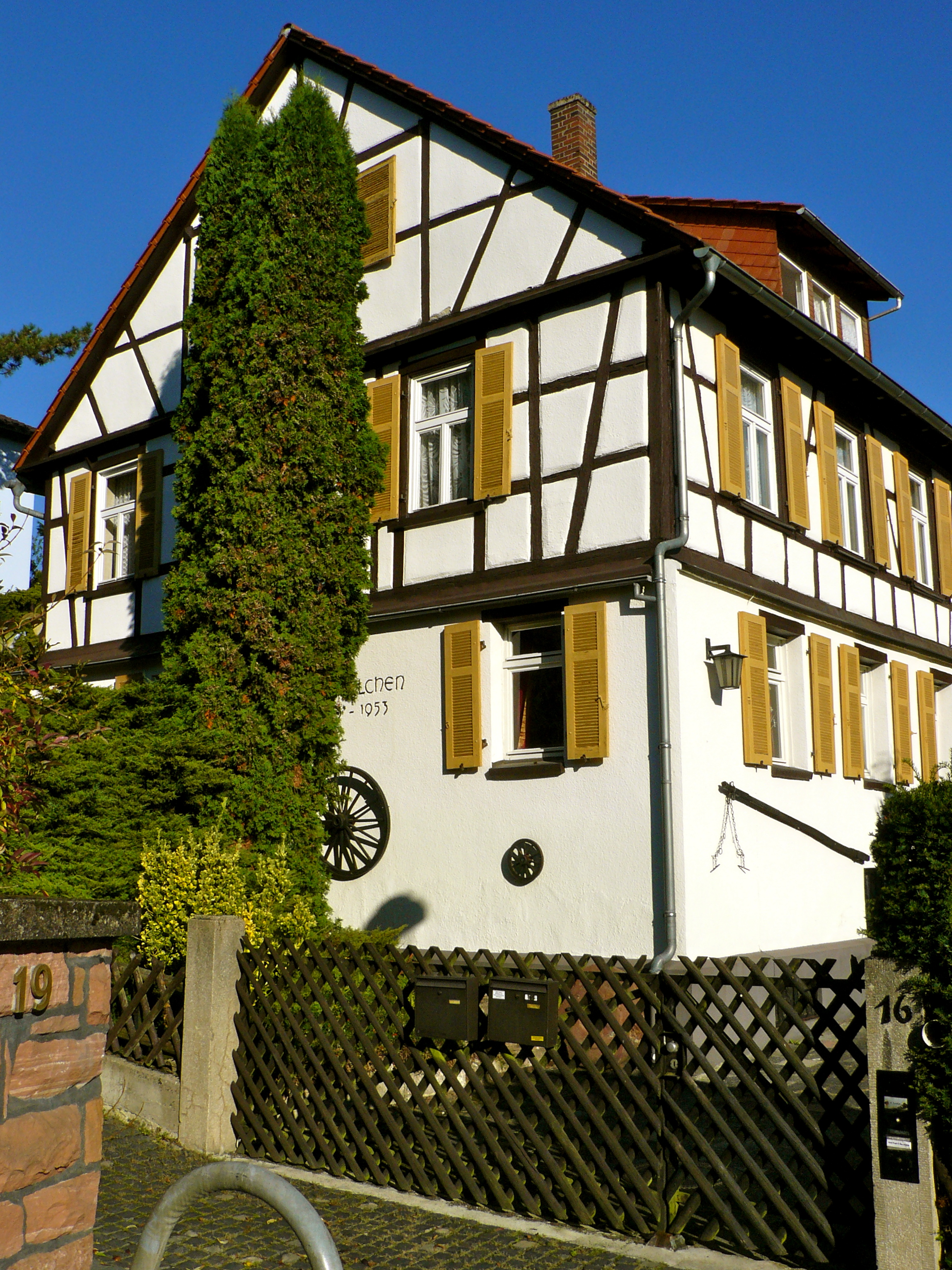
Ehemalige Seckbacher Mühle (1773) in der Hintergasse 16

- Seckebac (830–850)
- Seckibah (882)
- Seggibah (947)
- Siccenbach (977)
- Sekebach (11. /12. Jahrhundert)
- Sekebach (1230)
- Sekebach (1238)
- Seckebach (um 1247)

### Frühe Neuzeit

#### Seckbach in der Grafschaft Hanau-Münzenberg
Im Bauernkrieg forderten die Seckbacher am 3. Mai 1525 von Graf Philipp II. von Hanau-Münzenberg unter anderem die Begründung der ihnen aufgebürdeten Lasten und das Recht, ihren Pfarrer selbst zu wählen. Der als Rädelsführer ausgemachte Zentgraf und sein Büttel wurden daraufhin ihrer Ämter enthoben, und die Seckbacher mussten den Huldigungseid erneut leisten.
Die Reformation setzte sich in der Grafschaft Hanau-Münzenberg in der Mitte des 16. Jahrhunderts zunächst in ihrer lutherischen Ausprägung durch. In einer „zweiten Reformation“ wurde die Konfession der Grafschaft Hanau-Münzenberg erneut gewechselt: Graf Philipp Ludwig II. verfolgte ab 1597 eine entschieden reformierte Kirchenpolitik. Er machte von seinem Jus reformandi, seinem Recht als Landesherr Gebrauch, die Konfession seiner Untertanen zu bestimmen, und setzte dies für seine Grafschaft weitgehend als verbindlich durch. Die Seckbacher aber leisteten Widerstand und blieben in ihrer Mehrheit weiter lutherisch, in enger Bindung an das Frankfurter Dorf Bornheim. Jedoch erhielt die reformierte „Staatskirche“ der Grafschaft Hanau-Münzenberg das exklusive Verfügungsrecht über alle vorhandenen kirchlichen Einrichtungen, wie Kirchengebäude, Schule und Friedhof. In der Folgezeit war die reformierte Gemeinde in Seckbach wegen ihrer geringen Stärke bis 1737 Teil der Pfarrei Bergen. Die Lutheraner waren nach Bornheim eingepfarrt.
Im Dreißigjährigen Krieg zerstörten kaiserliche Truppen im Januar 1635 Seckbach zu zwei Dritteln. Die Einwohner waren im November 1634 hinter die Landwehr nach Bornheim und Frankfurt geflohen und kehrten erst im Frühjahr 1636 zurück. In dieser Zeit der „Ausflucht“ verstarben 129 der Seckbacher Einwohner, vor allem Kinder, Jugendliche und Frauen, etwa ein Drittel der Bevölkerung.
1642 starb Graf Johann Ernst von Hanau-Münzenberg. Damit war die reformierte Linie Hanau-Münzenberg erloschen. Nächster männlicher Verwandter war Graf Friedrich Casimir aus der lutherischen Linie Hanau-Lichtenberg der nun die Grafschaft Hanau-Münzenberg erbte. Dies führte in den nächsten Jahrzehnten dazu, dass sich neben der reformierten Landeskirche in der Grafschaft Hanau-Münzenberg auch eine lutherische Landeskirche etablierte. Sehr zum Missfallen der auch für Seckbach zuständigen reformierten Pfarrer in Bergen wurden lutherische Gottesdienste im Seckbacher Rathaus und unter Nutzung der dortigen Glocke abgehalten. 1672 fanden die Gottesdienste in einem Privathaus statt, von 1673 an stand dafür die herrschaftliche Kelter in der heutigen Wilhelmshöher Straße 158 zur Verfügung, die damals noch ein erstes Obergeschoss besaß, das als Kirchenraum diente. 1709 entstand das erste lutherische Schulgebäude (Wilhelmshöher Straße 135), doch reichten die Anfänge der lutherischen Schule bis in die 1660er Jahre zurück. Der Unterricht fand im Rathaus statt. 1710 wurde die lutherische Marienkirche eingeweiht, am damaligen südlichen Ende des Dorfes in einem Weinberg, den die lutherische Gemeinde von den Schelmen von Bergen erworben hatte.

#### Seckbach in der Landgrafschaft Hessen-Kassel

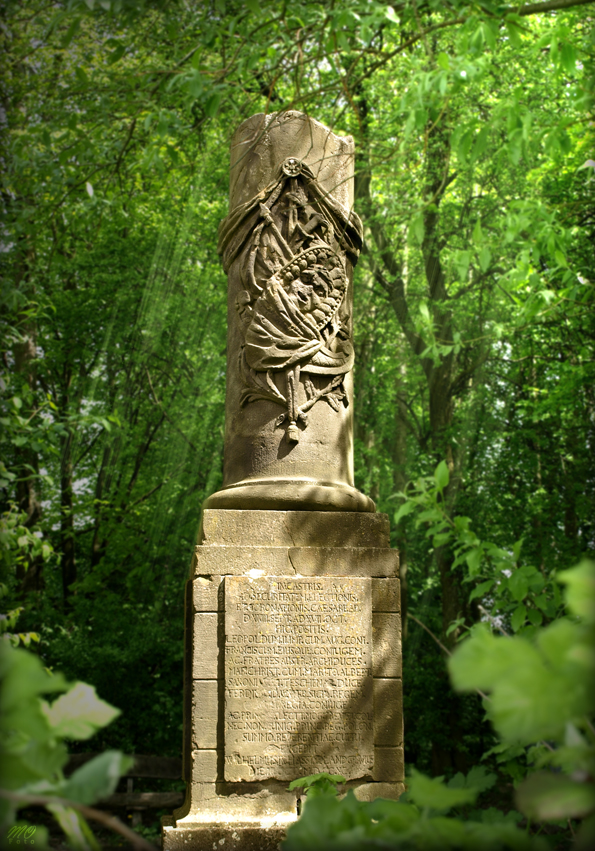
Leopoldsäule, 370 m Luftlinie von der Berger Warte entfernt

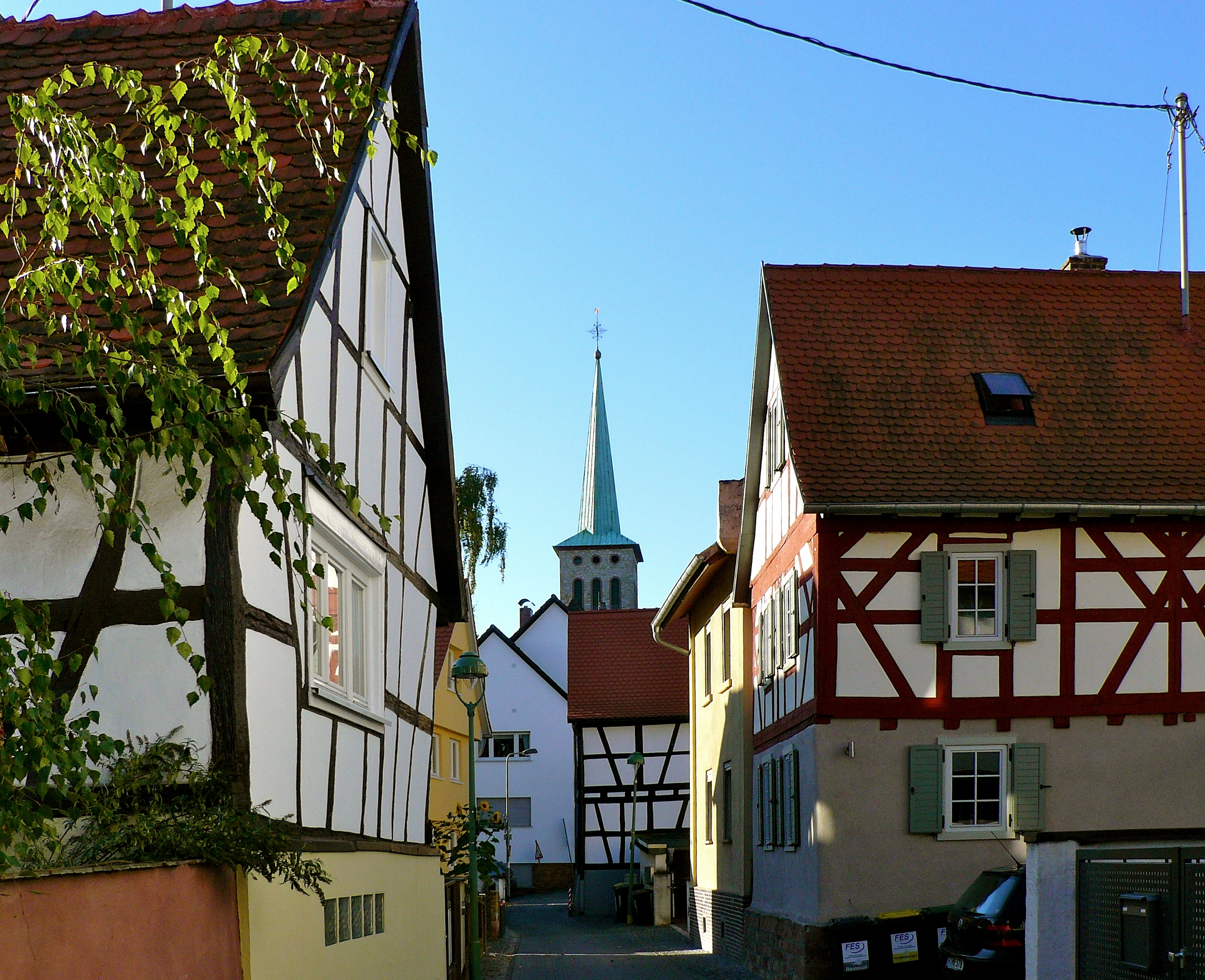
Blick durch die Zentgrafenstraße zur Marienkirche

Nach dem Tod des letzten Hanauer Grafen, Johann Reinhard III., 1736 erbte Landgraf Friedrich I. von Hessen-Kassel aufgrund eines Erbvertrages aus dem Jahr 1643 die Grafschaft Hanau-Münzenberg und damit auch den Seckbach. Seitdem gehörte der Ort zur Landgrafschaft Hessen-Kassel.
In dieser Zeit der wirtschaftlichen Erholung nach dem Dreißigjährigen Krieg kam es zu relativem Wohlstand durch den Verkauf von Obst, Gemüse, Milch und Eiern an das nahe Frankfurt, und nicht zuletzt durch den Wein vom Lohrberg.
1757 wurde die historische Bergkirche wegen Baufälligkeit abgetragen. Sie war zu jener Zeit die Pfarrkirche der Seckbacher reformierten Gemeinde. Diese Kirche, „ein groß Gebäu“, stand südlich der Wilhelmshöher Straße gegenüber der heutigen Buchhändlerschule. Aus dem Abbruchmaterial wurde am damaligen östlichen Ortsausgang die reformierte Peterskirche errichtet. Wegen des Siebenjährigen Kriegs konnte sie aber erst 1764 vollendet und eingeweiht werden.
Im Siebenjährigen Krieg kam es am 13. April 1759 zur Schlacht bei Bergen, auch auf der Seckbacher Gemarkung: Herzog Ferdinand von Braunschweig, Schwager des Preußenkönigs Friedrichs des Großen, wollte das von Frankreich besetzte Frankfurt einnehmen. Die beidseitigen Verluste in der Schlacht – Tote und Verwundete – werden auf fünf- bis neuntausend Mann beziffert.
1790 übernahm Landgraf Wilhelm IX. von Hessen-Kassel in der – allerdings trügerischen – Hoffnung auf die Kurfürstenwürde die Sicherung von Kaiserwahl und -krönung. Das Hoflager erstreckte sich über fast zwei Kilometer vom Landgraben in Bergen bis zum Abzweig der heutigen Alten Frankfurter Straße von der Friedberger Landstraße. Mittig hinter der Lagerfront befand sich auf dem Gelände des heutigen Umspannwerks das Hauptquartier. Dort empfing Wilhelm IX. am 11. Oktober Kaiser Leopold II. in einem türkischen Zelt zu einem Gastmahl. 40.000 Schaulustige sollen zugegen gewesen sein. Zur Erinnerung ließ Wilhelm IX. einen Gedenkstein setzen, die Leopoldsäule. Bei der Errichtung des Umspannwerks 1963 wurde sie zusammen mit dem „Zeltstein“ an dessen Nordwestecke versetzt.
1803 wurde die Landgrafschaft Hessen-Kassel dann doch noch zum Kurfürstentum Hessen erhoben. Während der napoleonischen Zeit stand Seckbach ab 1806 unter französischer Militärverwaltung, gehörte 1807–1810 zum Fürstentum Hanau, Amt Bergen, und dann von 1810 bis 1813 zum Großherzogtum Frankfurt, Departement Hanau. Anschließend fiel es wieder an das Kurfürstentum Hessen zurück.
An die Zeit Seckbachs in der Landgrafschaft Hessen-Kassel erinnert bis heute die durch nahezu den gesamten Stadtteil führende Wilhelmshöher Straße, benannt nach Schloss und Bergpark Wilhelmshöhe in Kassel.

### 19. Jahrhundert

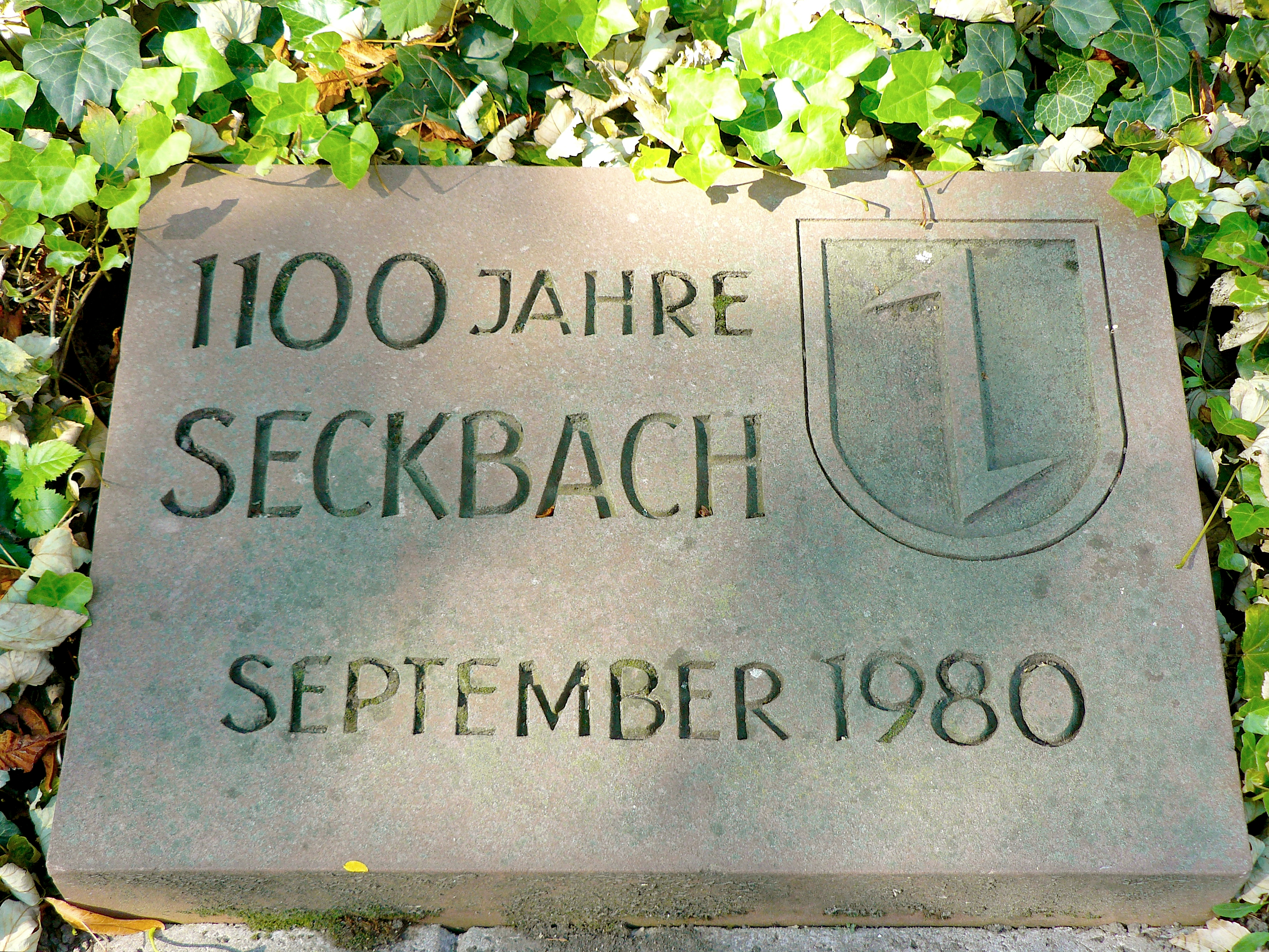
Gedenkstein 1100 Jahre Seckbach

1818 beschlossen die reformierte und die lutherische Landeskirche in der Grafschaft Hanau ihre Vereinigung zur evangelischen Kirche, die Hanauer Union. In Seckbach wurde der Zusammenschluss zum 1. Januar 1821 vollzogen. Die fortan nicht mehr benötigte reformierte Peterskirche wurde 1834 zu einer Schule mit zwei Klassenräumen und zwei Lehrerwohnungen umgebaut. Ein weiterer Umbau in den – wahrscheinlich – 1880er Jahren fügte der einstigen Kirche ein Treppenhaus an und verwandelt die Lehrerwohnungen in Klassenzimmer. Nach dem Zweiten Weltkrieg diente das Gebäude der Seckbacher evangelischen Gemeinde bis 1951 wieder als Kirche, als die im Zweiten Weltkrieg zerstörte Marienkirche wieder eingeweiht werden konnte. Die barocke Peterskirche wurde dann 1966 abgebrochen.
Nach der Verwaltungsreform des Kurfürstentums Hessen von 1821, im Rahmen derer Kurhessen in vier Provinzen und 22 Kreise eingeteilt wurde, gehörte Seckbach zum neu gebildeten Landkreis Hanau. 1848 gründeten die Seckbacher eine Krankenkasse. Der Beitrag betrug drei Kreuzer pro Woche. Nach dem Krieg von 1866 stand Kurhessen auf der Verliererseite und wurde von Preußen annektiert. In Preußen gehörte Seckbach nun zum Regierungsbezirk Kassel der Provinz Hessen-Nassau.
1873 wurde durch 54 Aktive die Freiwillige Feuerwehr Seckbach gegründet, 1879 die Zentgrafenschule erbaut. Ab 1886 gehört Seckbach zum neu gebildeten Landkreis Frankfurt im Regierungsbezirk Wiesbaden. Am 1. Juli 1900 wurde Seckbach mit zwölf weiteren Dörfern des Landkreises Frankfurt, der aufgelöst wurde, in die Stadt Frankfurt eingemeindet. Dafür erhielt es unter anderem 1905 mit der damaligen Linie 22 wie versprochen eine Straßenbahnanbindung.

### 20. Jahrhundert
Im Zweiten Weltkrieg gab es durch die Luftangriffe auf Frankfurt am Main in Seckbach 33 Tote. Außerdem wurde dabei die evangelische Marienkirche zerstört. Große Baumaßnahmen der Zeit des Wiederaufbaus waren die Zentgrafensiedlung, erbaut von Heimatvertriebenen und Ausgebombten, 1952–1953 der Neubau der Zentgrafenschule, 1953 der Neubau der römisch-katholischen Kirche Maria Rosenkranz, des St. Katharinen-Krankenhauses, das allerdings in der Bornheimer Gemarkung liegt, der Berufsgenossenschaftlichen Unfallklinik 1962 und der Deutschen Buchhändlerschule, ebenfalls 1962, 1973 durch einen Neubau ergänzt.
1968 wurde der Atzelberg unter anderem mit zwei 17-stöckigen Wohnblocks bebaut und im gleichen Jahr das Altenheim der Henry und Emma Budge-Stiftung eröffnet. Am 11. Mai 1981 wurde der hessische Wirtschaftsminister Heinz-Herbert Karry in seinem Wohnhaus in Seckbach erschossen.

### Einwohnerentwicklung

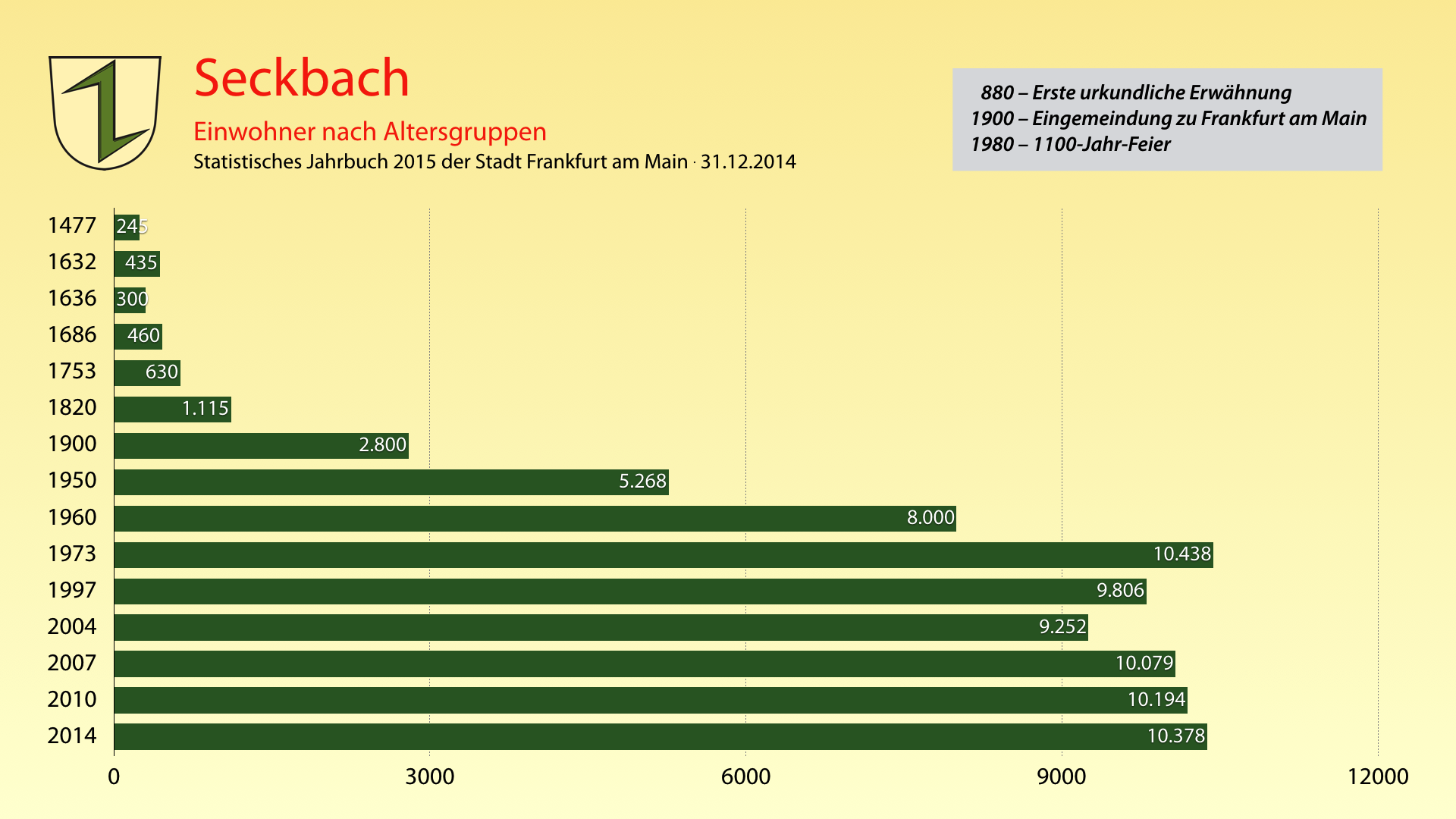
Grafik: Entwicklung der Einwohnerzahlen Seckbachs

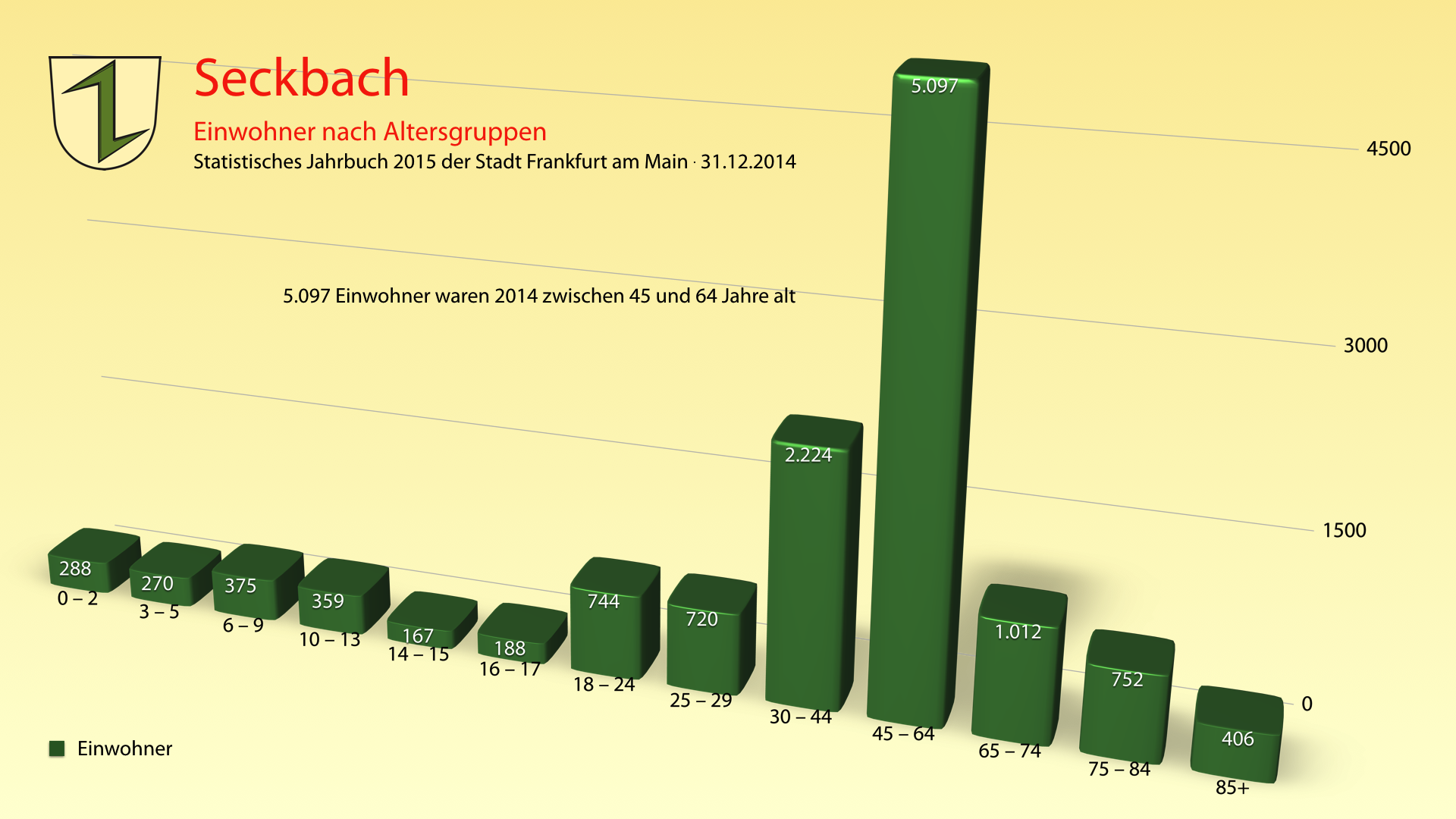
Grafik: Seckbachs Bevölkerung nach Altersgruppen

Quelle: Historisches Ortslexikon
- 1632: 87 Haushaltungen
- 1686: 92 Haushaltungen, 1 Jude
- 1753: 141 Familien mit 630 Personen
- 1812: 187 Feuerstellen, 1139 Seelen
- 1885: 2466 Einwohner, davon 2290 evangelisch (= 92,86 %), 176 katholisch (= 7,14 %)

| Frankfurt-Seckbach: Einwohnerzahlen von 1812 bis 2019 | Frankfurt-Seckbach: Einwohnerzahlen von 1812 bis 2019 | Frankfurt-Seckbach: Einwohnerzahlen von 1812 bis 2019 | Frankfurt-Seckbach: Einwohnerzahlen von 1812 bis 2019 | Frankfurt-Seckbach: Einwohnerzahlen von 1812 bis 2019 |
| ----------------------------------------------------- | ----------------------------------------------------- | ----------------------------------------------------- | ----------------------------------------------------- | ----------------------------------------------------- |
| Jahr                                                  |                                                       |                                                       |                                                       | Einwohner                                             |
| 1812                                                  | 1812                                                  |                                                       | 1.139                                                 | 1.139                                                 |
| 1834                                                  | 1834                                                  |                                                       | 1.525                                                 | 1.525                                                 |
| 1840                                                  | 1840                                                  |                                                       | 1.593                                                 | 1.593                                                 |
| 1846                                                  | 1846                                                  |                                                       | 1.558                                                 | 1.558                                                 |
| 1852                                                  | 1852                                                  |                                                       | 1.598                                                 | 1.598                                                 |
| 1858                                                  | 1858                                                  |                                                       | 1.589                                                 | 1.589                                                 |
| 1864                                                  | 1864                                                  |                                                       | 1.732                                                 | 1.732                                                 |
| 1871                                                  | 1871                                                  |                                                       | 1.888                                                 | 1.888                                                 |
| 1875                                                  | 1875                                                  |                                                       | 2.210                                                 | 2.210                                                 |
| 1885                                                  | 1885                                                  |                                                       | 2.466                                                 | 2.466                                                 |
| 1895                                                  | 1895                                                  |                                                       | 2.830                                                 | 2.830                                                 |
| 1910                                                  | 1910                                                  |                                                       | ?                                                     | ?                                                     |
| 1930                                                  | 1930                                                  |                                                       | ?                                                     | ?                                                     |
| 1950                                                  | 1950                                                  |                                                       | 5.268                                                 | 5.268                                                 |
| 1970                                                  | 1970                                                  |                                                       | ?                                                     | ?                                                     |
| 1990                                                  | 1990                                                  |                                                       | ?                                                     | ?                                                     |
| 2009                                                  | 2009                                                  |                                                       | 10.194                                                | 10.194                                                |
| 2014                                                  | 2014                                                  |                                                       | 10.378                                                | 10.378                                                |
| 2019                                                  | 2019                                                  |                                                       | 10.605                                                | 10.605                                                |
| Quelle(n): ; Stadt Frankfurt                          |                                                       |                                                       |                                                       |                                                       |

Zum 31. Dezember 2014 waren 5.261 Frauen und 5.117 Männer mit ihrem Hauptwohnsitz in Seckbach gemeldet. Der Ausländeranteil betrug 27,3 Prozent (2.835 Menschen). Nach Altersgruppen sind 1.647 Einwohner unter 18 Jahren, 744 Menschen zwischen 18 und unter 25 Jahren, 720 Bürger zwischen 25 und unter 30 Jahren, 2.224 Einwohner zwischen 30 und unter 45 Jahren, 5.097 Menschen zwischen 45 und unter 65 Jahren, 1.012 Menschen zwischen 65 und unter 75 Jahren, 752 Menschen zwischen 75 und unter 85 Jahren sowie 406 Menschen über 85 Jahren.

## Religion
- Kirchen
  - Evangelische Mariengemeinde in der Zentgrafenstraße 23
  - Katholische Gemeinde Maria Rosenkranz in der Wilhelmshöher Straße 67
  - Ökumenische Kapelle im Henry-und-Emma-Budge-Heim, Wilhelmshöher Straße 279
  - Ökumenische Kapelle im Hufeland-Haus, Wilhelmshöher Straße 34

- Moscheen
  - Shahe-Do-Shamshera-Moschee in der Gwinnerstraße 32, sunnitisch
  - Imam-Sadjad-Kulturzentrum mit Moschee in der Mergenthalerstraße 3, schiitisch

- Synagoge
  - Synagoge im Henry-und-Emma-Budge-Heim, Wilhelmshöher Straße 279

## Grünanlagen und Naturschutz

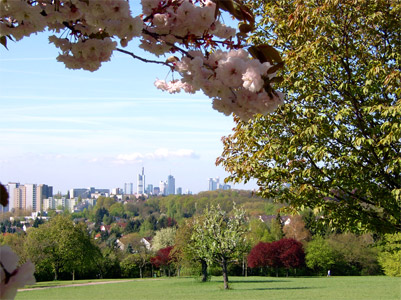
Frühlingsblüte mit Aussicht vom Lohrberg

- Frankfurter Grüngürtel. Seitens der Stadt ist geplant, den Huthpark und den Lohrpark, beide Bestandteile des Frankfurter Grüngürtels im Nordwesten Seckbachs durch die Neuentwicklung eines weiteren Parks, des Wiesenparks, zu verbinden. Dabei soll, basierend auf der seltenen Nutzungsmischung und Kleinteiligkeit des Gebietes, eine parkartige Landschaft entstehen, die verschiedenen Nutzungsansprüchen Raum bietet. Diese unterschiedlichen Ansprüche sorgen jedoch gleichzeitig für entsprechende Differenzen.

- Der Lohrberg ist einer der schönsten Aussichtspunkte der Stadt Frankfurt.

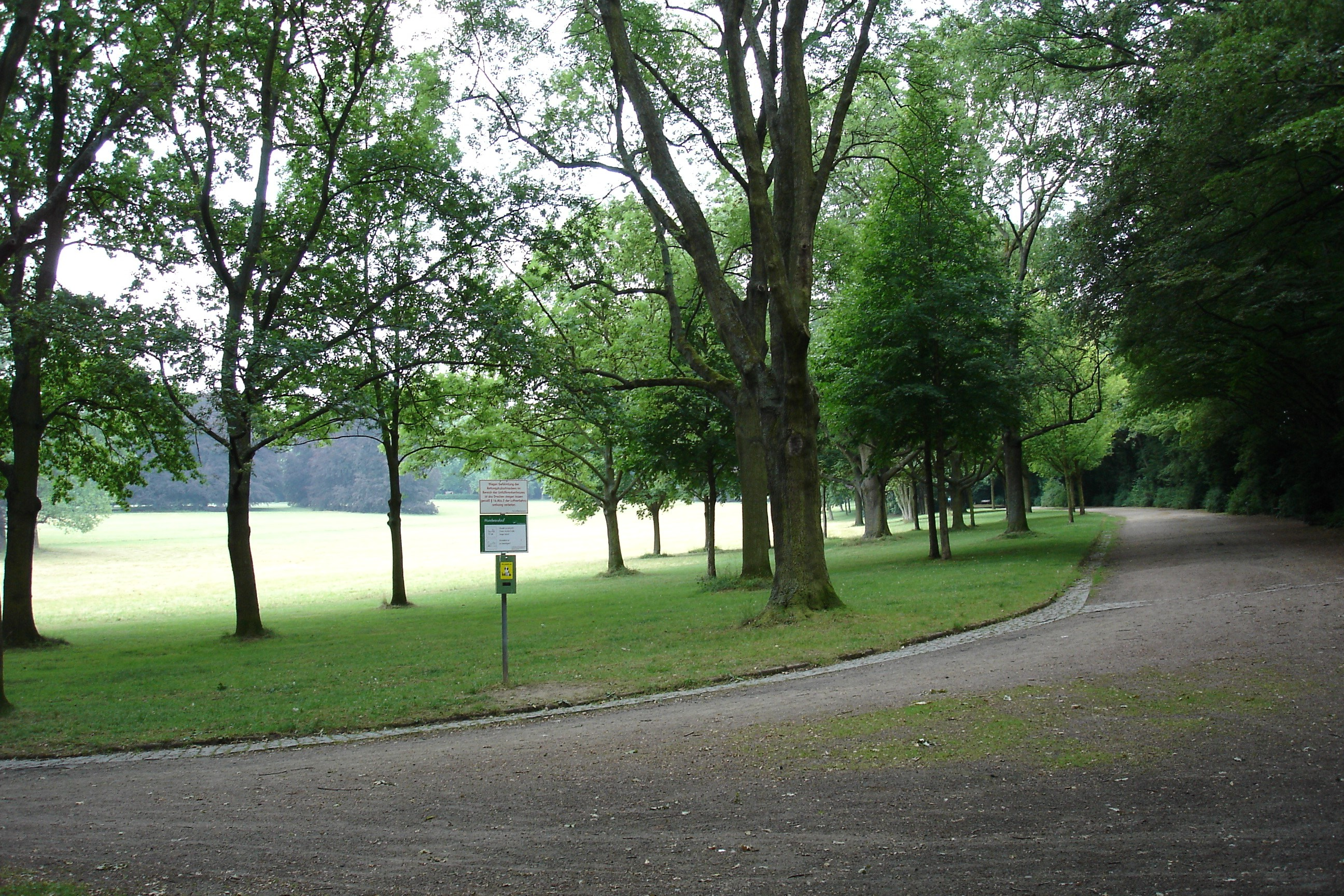
Seckbachs Huthpark

- Der Huthpark ist der erste der beiden nach der Eingemeindung Seckbachs nach Frankfurt am Main entstandenen Volksparks in Seckbach.

- Der Quellenwanderweg verläuft im Frankfurter Grüngürtel und nimmt seinen Ausgangspunkt in Seckbach, führt durch den historischen Ortskern und über den Lohrberg nach Bergen.[10]

- Naturschutzgebiet Seckbacher Ried. Das sieben Hektar umfassende Seckbacher Ried, ein verlandeter Altarm des Mains, ist mit seinem von Silberweiden (Salix alba) gebildeten Auenwald seit 1937 als Naturschutzgebiet ausgewiesen.[11][12][13]

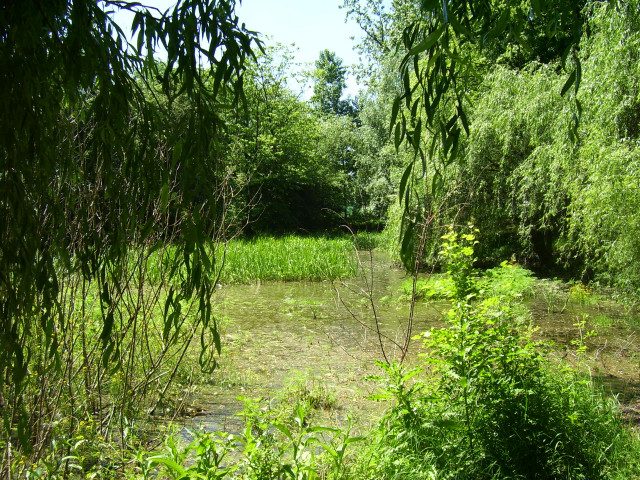
Naturdenkmal Sausee

- Naturdenkmal Sausee. Der seit 1937 als Naturdenkmal ausgewiesene Mini-Biotop Sausee oder Säusee ist ein kleiner Teich an der Kreuzung der Straßen Im Trieb, Am Riedgraben und Am Sausee, ebenfalls ein Überbleibsel eines Main-Altarmes.[14][15][16][17]

Dem Schutz von Flora und Fauna haben sich in Seckbach unter anderem die Naturschutzgruppe Seckbach im BUND und der MainÄppelHaus Lohrberg Streuobstzentrum e. V. verschrieben. Der Verein betreibt eine umweltpädagogische Informations- und Begegnungsstätte und beteiligt sich an Umweltprojekten in der Region, wobei er von der Deutschen Bundesstiftung Umwelt und dem Institut für Tierökologie und Naturbildung unterstützt wurde.

## Infrastruktur

### Funktionsbauwerke

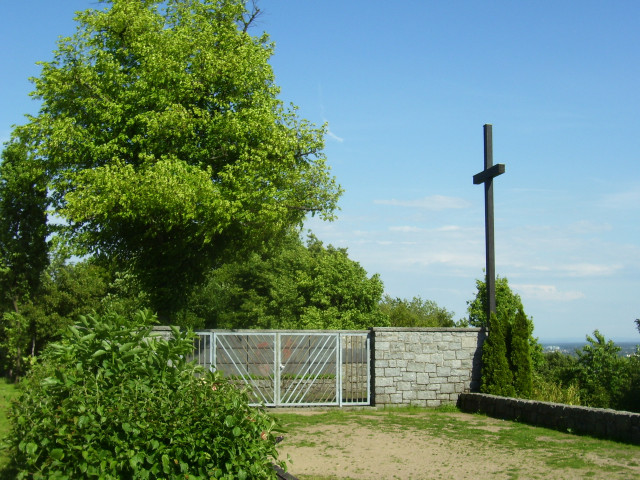
Vorplatz und Eingang zum Innenhof des 1930 errichteten Ehrenmales für die Seckbacher Gefallenen der Weltkriege im Lohrpark auf dem Lohrberg

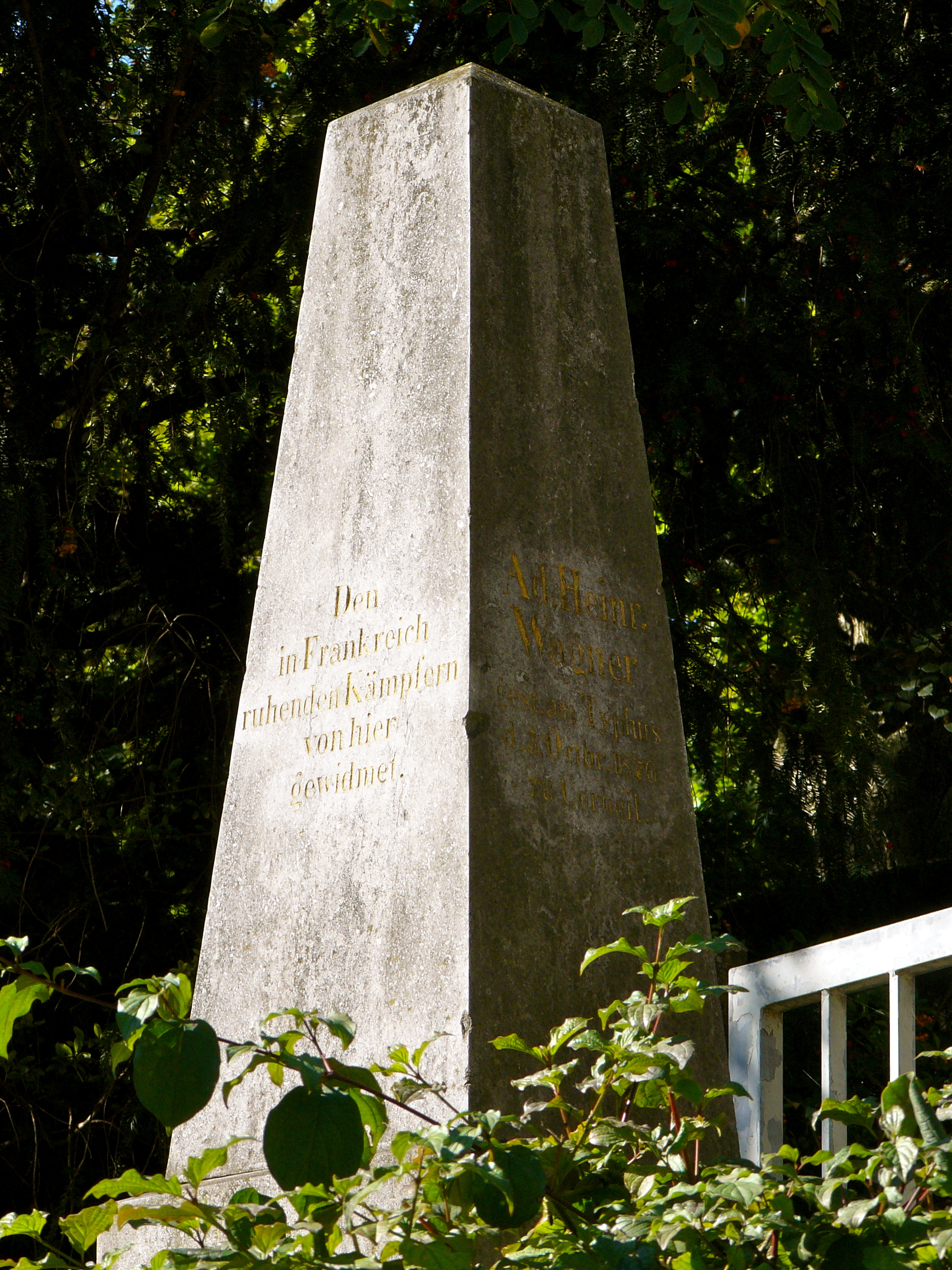
Seckbachs Kriegerdenkmal von 1870/71

- Unterstandspavillon im Huthpark (1930/2009) mit Umkleide- und Duschräumen sowie WCs für Schulklassen, Propst-Goebels-Weg
- Straßenbahn-Endstation Seckbach (1905), Arolser Straße/Ecke Eschweger Straße
- Friedrich-Ebert-Schule mit Dreifeld-Sporthalle (1977), Arolser Straße 11
- Bezirksbad Seckbach (1957), Zeuläckerstraße 1
- Feuerwehrhaus (1976/2007), Zeuläckerstraße 17 a
- Hufeland-Haus (1964) mit Schwimmhalle (1976), Wilhelmshöher Straße 34
- Maria-Rosenkranz-Kirche (1953) mit Gemeindezentrum, Wilhelmshöher Straße 67
- Zentgrafenschule (1879/1953) mit Einfeld-Turnhalle (1964/2009), Wilhelmshöher Straße 124
- Alte Lutherische Schule Seckbach (1709), Wilhelmshöher Straße 135
- Marienkirche (1710/1951) mit Gemeindezentrum, Zentgrafenstraße 23
- Rathaus (1542), Hofhausstraße 2
- Seckbacher Mühle, Hintergasse 16
- Pumpwerk des Seckbacher Wasserwerks (1897), Alsfelder Straße 23
- Hauptsammelbehälter des Seckbacher Wasserwerks (1897), Am Pfingstlohr
- Gegensammelbehälter des Seckbacher Wasserwerks (1897), Klingenweg
- Henry- und Emma-Budge-Heim (1962/2002) mit Bibliothek und Internet-Café, Kapelle und Synagoge, Wilhelmshöher Straße 279
- Schulen des Deutschen Buchhandels (1962), Wilhelmshöher Straße 283
- Main-Äppel-Haus Lohrberg (2005), Klingenweg 90
- Lohrhaus (1763) im Lohrpark auf dem Lohrberg
- Wasserspielbecken im Kinder-Erholungsgarten des Lohrparks auf dem Lohrberg (1929)
- Berufsgenossenschaftliche Unfallklinik Frankfurt am Main (1962) mit Turn- und Schwimmhalle sowie Hubschrauberlandeplatz, Friedberger Landstraße 430
- Berufsgenossenschaft der Bauwirtschaft, An der Festeburg 27
- Blumen- und Zierpflanzengroßmarkt Rhein-Main (1965), An der Festeburg 31
- Altes Zollhaus (1775), Friedberger Landstraße 531. Das Zollhaus selbst – eingeschossig, Mansarddach – existiert nicht mehr.
- Berger Warte (1349/1557), Am Galgen
- Großumspannwerk Berger Warte (1962), Am Galgen
- Sendemast für das Mobilfunknetz D2 auf dem Gelände des Großumspannwerkes Berger Warte, Am Galgen
- Sendemast für das Mobilfunknetz D2 auf dem Wohngebäude Atzelbergstraße 63
- Trauerhalle mit Kapelle auf dem Parkfriedhofes Heiligenstock (1992), Friedberger Landstraße 647
- Großsender Heiligenstock (1926), Friedberger Landstraße
- DENA-Sender der Deutschen Nachrichtenagentur (1947), Friedberger Landstraße
- Betriebshof Ost (2003), Gustav-Behringer-Straße
- Sportplatz Seckbach-Süd an der Hochstädter Straße
- Stadion am Riederwald (1952), Gustav-Behringer-Straße 10
- Pestalozzischule mit Sportplatz, Turn- und Schwimmhalle (1926), Vatterstraße 1
- Talbrücke Seckbach (1995) der A 661, 265 Meter lange Balkenbrücke aus Spannbeton
- Galerie Seckbach (1995) der Bundesautobahn 661, 240 Meter lang
- Gleichrichterwerk für die Stadtbahn-Linie U7 (1994), Borsigallee 8
- Magazingebäude des Institutes für Stadtgeschichte (2006), Borsigallee 8
- Umspannwerk Kruppstraße

### Denkmäler
- Mittelalterlicher Heiligenstock am alten Zollhaus an der Friedberger Landstraße
- Das Krieger-Ehrenmal für die Seckbacher, die während der deutschen Einigungskriege gefallen sind, steht vor dem Kirchhof der Marienkirche. Es besitzt einen quaderförmigen Sockel mit einem Obelisk-artigen Aufsatz, in den Namen und Widmung eingemeißelt sind.
- Das 1930 errichtete Krieger-Ehrenmal für die Seckbacher Gefallenen der beiden Weltkriege steht im Lohrpark auf dem Lohrberg.
- Frankfurts Friedrich-Ludwig-Jahn-Denkmal steht seit 1953 am Wettkampfgelände des Lohrbergfestes, an der großen Spielwiese im Lohrpark auf dem Lohrberg.
- Zur Erinnerung an die 1100-Jahr-Feier der ersten belegbaren urkundlichen Erwähnung Seckbachs wurde im September 1980 an der Wilhelmshöher Straße eine Gedenktafel eingeweiht. Sie ist direkt gegenüber der Zentgrafenschule bzw. unterhalb der Marienkirche zu finden.
- An der oberirdischen Seckbacher U-Bahn-Station Kruppstraße ist seit dem 12. Dezember 1994 im Gedenken an die ermordeten und verfolgten Menschen der Sinti und Roma eine Gedenktafel aus Emaille angebracht. Sie erinnert an das Seckbacher Zwangslager in der Kruppstraße.
- An das Leben zweier bei der Frankfurter Eintracht Fußball spielenden Juden bzw. Verfolgten in Seckbach während des Nationalsozialismus erinnern zwei Stolpersteine vor der Gustav-Behringer-Straße 10.

### Individualverkehr

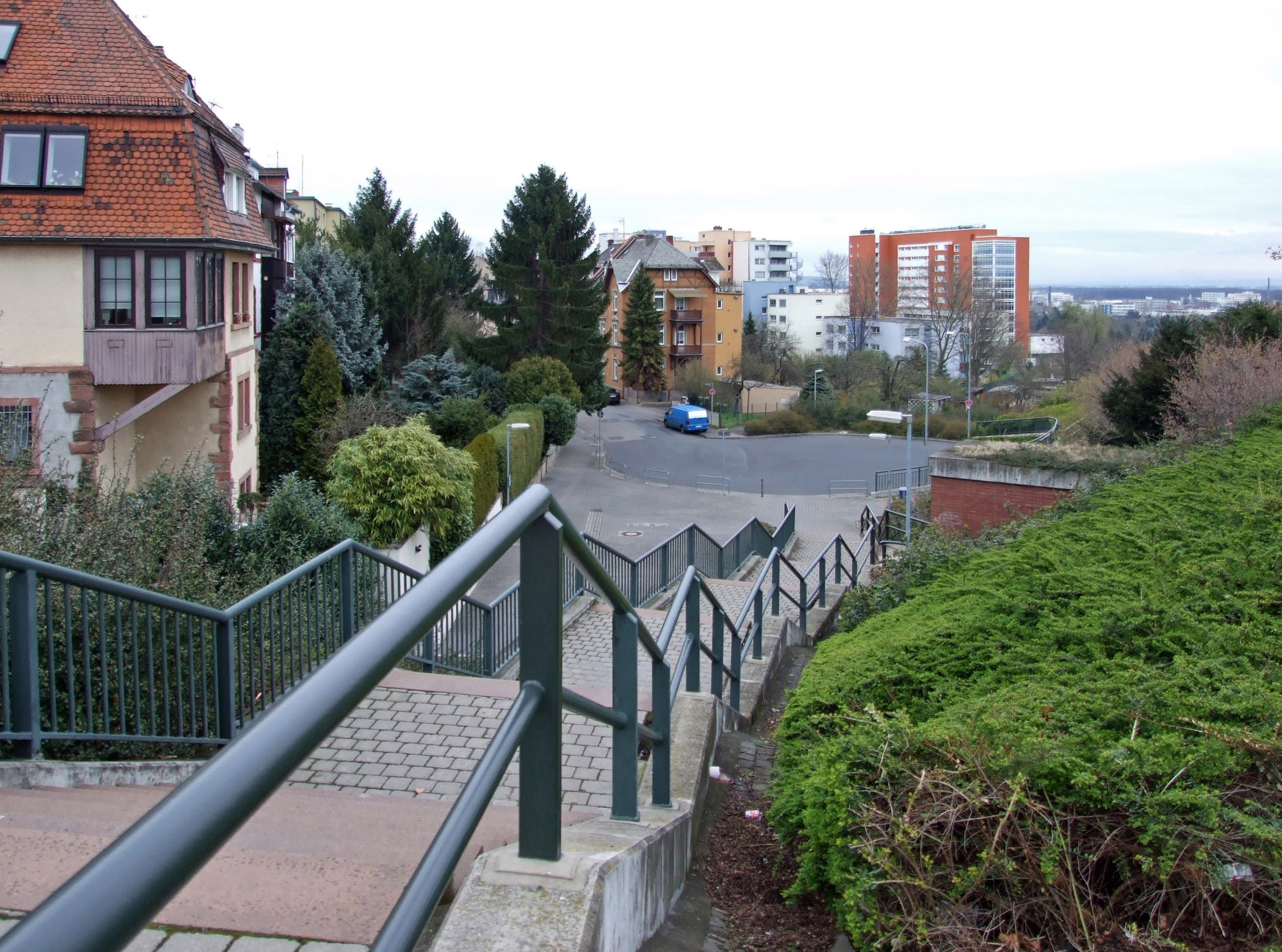
Heutiger Anfang der Wilhelmshöher Straße, früher Teil der Berger Straße

Die wichtigste Straße der Seckbacher Kernbebauung ist die Wilhelmshöher Straße, die im Westen heute als Sackgasse mit rundem Wendehammer – an der Einhausung der A 661 – beginnt und in Bergen-Enkheim an der Einmündung zur Vilbeler Landstraße endet. Bis zum Zeitpunkt des Autobahnbaus stellte die Wilhelmshöher Straße eine Direktverbindung zur zentralen Bornheimer Berger Straße her. Eine weitere wichtige Straße ist die zu einem großen Teil zu Seckbach gehörende Borsigallee, die aus der Straße Am Erlenbruch abzweigt und auf der 100 Meter hinter der Seckbacher Ostgrenze die A 66 beginnt. Die Nordwestgrenze Seckbachs wird teilweise durch die Friedberger Landstraße gebildet. Nach über fünf Jahren Bauzeit wurde 1995 die „Ostumgehung“ der A 661 eröffnet.

### Öffentlicher Personennahverkehr

#### Geschichte
Am 1. Juli 1905 verkehrte mit der Linie 22 erstmals eine Straßenbahn nach Seckbach, und zwar zwischen der Bornheimer Saalburgstraße und der Wolffhardtschen Gaststätte „Zum Heimgarten“ (heute: Eschweger Straße), wo sie in einer Schleife wendete. Seit dem 15. Oktober 1913 fuhr auch die Linie 32 nach Seckbach. Sie endete zuvor an der Lahmeyerstraße und durchquerte nun das Industrie- und Gewerbegebiet der Seckbacher Niederung in der Mousonstraße über die Leonhardsstraße (heute: Leonhardsgasse) und den Bitzweg (heute: Seckbacher Bitzweg) nach Bergen. 1913 erreicht die Trambahn-Linie 2 erstmals Seckbach, sie blieb aber ein kurzes Intermezzo parallel zur Linie 22. Ab 1928 jedoch entfiel die Linie 22 zugunsten der Linie 2. 1950/51 wurde die Strecke der Linie 32 durch die Linie 20 übernommen.
Am 14. Oktober 1970 wurde der Betrieb der Linie 22 nach Seckbach eingestellt. Stattdessen übernahm die Bus-Linie 38, die dafür auch das Neubaugebiet am Atzelberg durchquerte deren Dienste. 1980 wurde die Strecke der U4 zwischen Konstablerwache und Seckbacher Landstraße als einzige komplett unterirdisch geführte U-Bahn-Linie Frankfurts eröffnet, der Anschluss des Neubaugebietes am Atzelberg erfolgt jedoch nicht. 1986 entfiel auch die Straßenbahn-Linie 20. Ihre Aufgabe übernahm die Linie 12. 1992 wurde der Streckenabschnitt zwischen der Lahmeyerstraße und Bergen jedoch komplett stillgelegt. Die Gleise verblieben weitgehend, nur an Kreuzungspunkten mit dem Autoverkehr wurden sie zurückgebaut oder mit Asphalt überdeckt. 2003 wurde der VGF-Betriebshof-Ost eröffnet, mit Anschluss sowohl an die Strecke der U4 als auch der U7. Im Sommer 2008 wurde daraufhin über die Gleise des Betriebshofes die U4 über die Seckbacher Landstraße hinaus bis zur Schäfflestraße verlängert. Seit Jahresende 2008 fährt sie von dort weiter bis Enkheim, im Wechsel mit der U7.
- Trambahn-Linie 22: Bornheim, Saalburgstraße – Seckbach (Eschweger Straße) 1. Juli 1905–1928
- Trambahn-Linie 2: Bornheimer Schule (Glauburgstraße) – Seckbach (Eschweger Straße) 1913/14 und 1928 bis 14. Oktober 1970
- Bus-Linie 38: seit 15. Oktober 1970 ursprünglich Seckbach, Atzelberg-Ost – Konstablerwache, inzwischen: Seckbach, Atzelberg-Ost – Bornheim Panoramabad
- Bus-Linie 43: seit 1976/77 Bornheim-Mitte (Berger Straße/Saalburgallee) – Bergen-Ost (Marktstraße)
- Trambahn-Linie 32: 15. Oktober 1913–1950/51
- Straßenbahn-Linie 20: 1950/51 – 1986
- Straßenbahn-Linie 12: 1986 bis 28. Februar 1992
- Bus-Linie 44: seit 1. März 1992 Seckbach, Leonhardsgasse – Fechenheim
- Regionalbus-Linie F-41: seit 2007/08 Seckbach, Leonhardsgasse – Offenbach (Markt)
- Nachtbus-Linie n5: seit 2007/08 Konstablerwache – Bornheim – Seckbach – Bergen – Enkheim – Riederwald – Bornheim – Konstablerwache
- Eröffnung Betriebshof Ost: 12. Juli 2003

#### Aktueller Verkehr

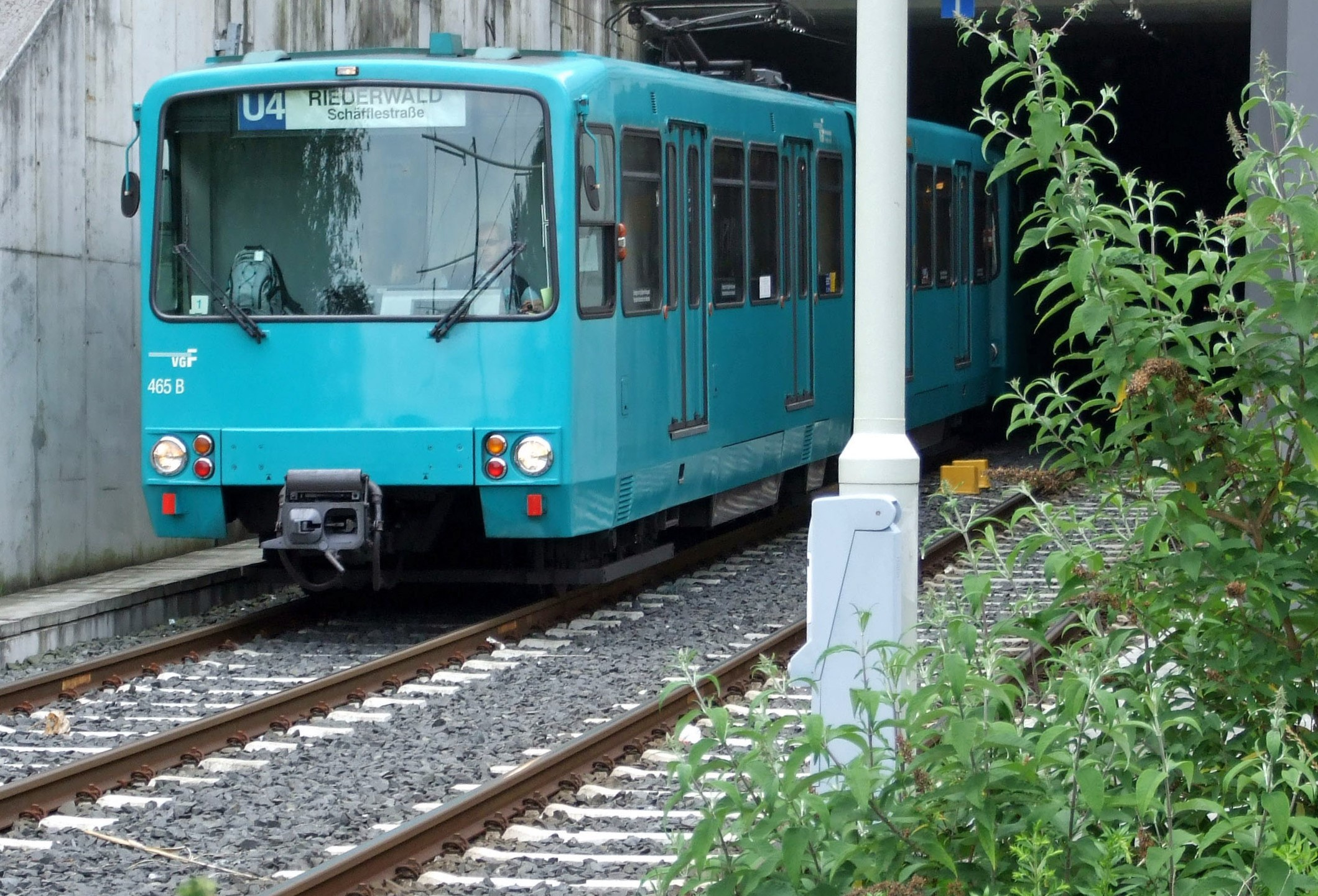
Teilweise oberirdische Verbindungsstrecke der Frankfurter Stadtbahn zum Betriebshof Ost

Der Stadtteil hat mit den Linien U4 und U7 im Südosten Anschluss an das Netz der U-Bahn Frankfurt. Die von beiden Linien bedienten Stationen Gwinnerstraße und Kruppstraße liegen auf Seckbacher Gemarkung im Gewerbegebiet an der Borsigallee, die Haltestelle Schäfflestraße nur wenige Meter südlich der Gemarkungsgrenze zum Riederwald in einer Ausbuchtung 'Am Erlenbruch'. Auf Seckbacher Gebiet befindet sich der Betriebshof Ost, allerdings ohne Halt für den Personenverkehr.
Fünf Stadtbus-Linien verkehren in Seckbach. Das Neubaugebiet am Atzelberg wird seit 1970 durch die Buslinie 38 erschlossen. Die Buslinie M43 durchquert nahezu den gesamten Stadtteil. Die Buslinien 41 und 44 fahren bis zur Leonhardsgasse und enden dort.

### Wirtschaft

#### Unternehmen

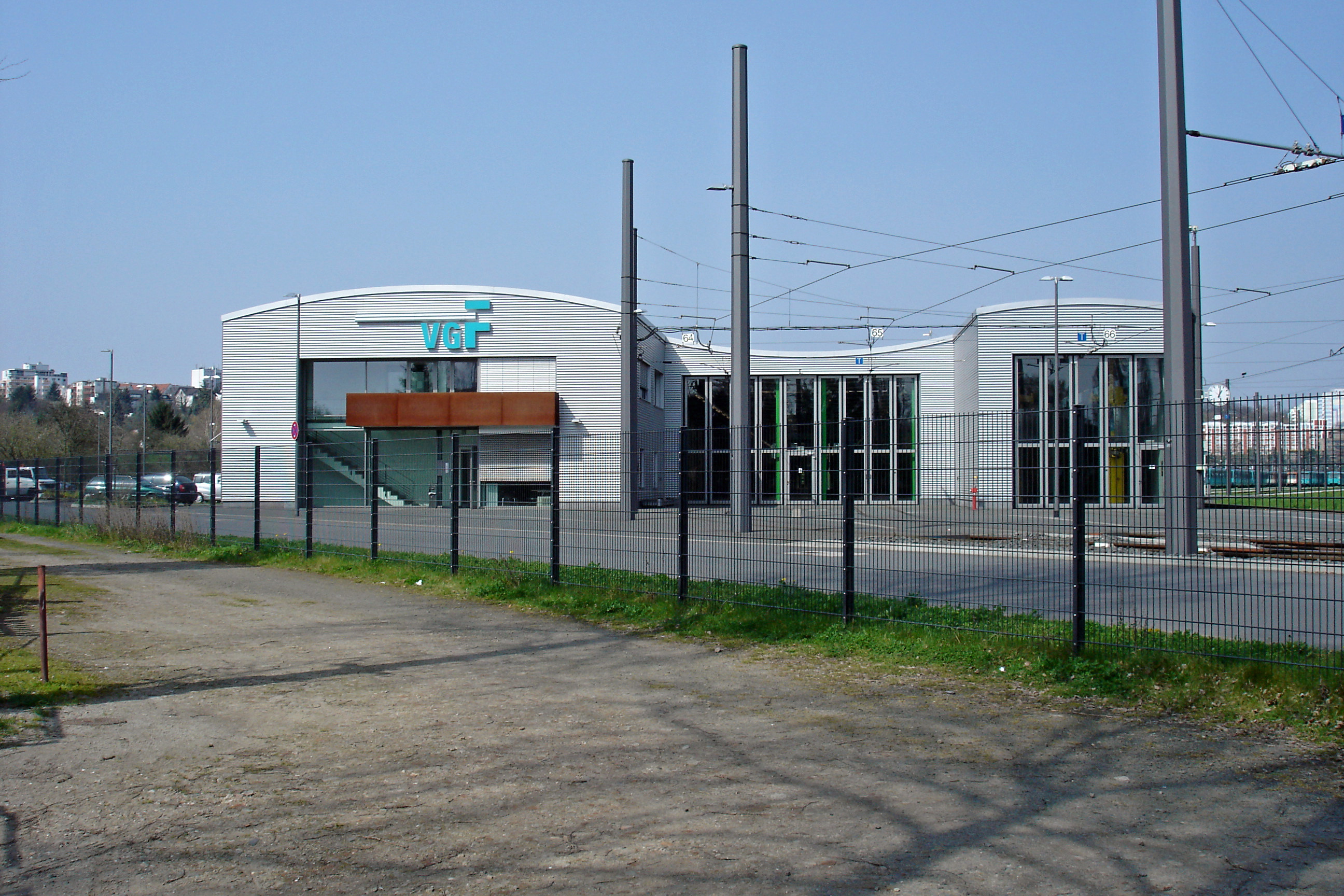
Betriebshof Ost der Frankfurter Stadtbahn, im Hintergrund rechts Hufeland-Haus und Wohnhochhäuser am Atzelberg

In Seckbach arbeiten einige größere Unternehmen, in ihrer Mehrheit sind sie in der Seckbacher Niederung angesiedelt. Dazu zählen Aksys, Barozzi Messebau, der Containerdienst Greiner, Equinix (Rechenzentren), Hartmann Druckfarben, Heppner, Karmez Dönerfabrik, GEA Bischoff, ThyssenKrupp Aufzüge Deutschland, Unionzeiss Büro- und Objekteinrichtung, Technogroup IT-Service, die VEDAG. Veolia Verkehr Rhein-Main (Alpina). Dieses Industrie- und Gewerbegebiet wurde bis in die 1990er Jahre von der Frankfurter Hafenbahn erschlossen.
Das 1925 gegründete und seit 1968 in Seckbach angesiedelte Unternehmen Hormosan Pharma in der Wilhelmshöher Straße ist ein pharmazeutisches Unternehmen, das Präparate gegen Erkrankungen des Zentralen Nervensystems (ZNS) entwickelt und produziert.

#### Ehemalige Unternehmen
Durch die Ansiedlung von Industrie in der Seckbacher Niederung, dem früheren Unterfeld, zogen insbesondere Anfang des 20. Jahrhunderts eine Vielzahl von Unternehmen nach Seckbach, mehrere davon mit überregionaler und internationaler Bedeutung.
- Carl Zeiss AG, Flinschstraße 67
- J. S. Fries Sohn – renommiertes international tätiges Maschinenbau-Unternehmen, 1748 gegründet, 1908–1910 nach Seckbach umgezogen, 1973/74 liquidiert
- Lurgi Apparatebau GmbH (1897), Gwinnerstraße 27–33, 1987 Standort-Aufgabe zugunsten des neu errichteten Lurgi-Hauses in Heddernheim
- Mannesmann Kienzle GmbH, gegründet 1928 als Kienzle Apparate, Datenverarbeitungsanlagen und -systeme, Flinschstraße 6, 1992 in die VDO-Gruppe übernommen, Standort geschlossen
- Siemens VDO Trading GmbH, Kruppstraße 105, per 3. Dezember 2003 von der Continental AG übernommen, Seckbacher Standort zugunsten einer Continental-Niederlassung in Frankfurt aufgegeben
- Fa. Becker (Flinschstraße 31) umformuliert nach Business Multimedia (BMM) in der Flinschstraße 63 (ab 2005), nach Eckmann Spezialkabel (um 2008), Auflösung des Standortes (Juli 2011) verlegt nach Saarbrücken.

#### Erzeugnisse

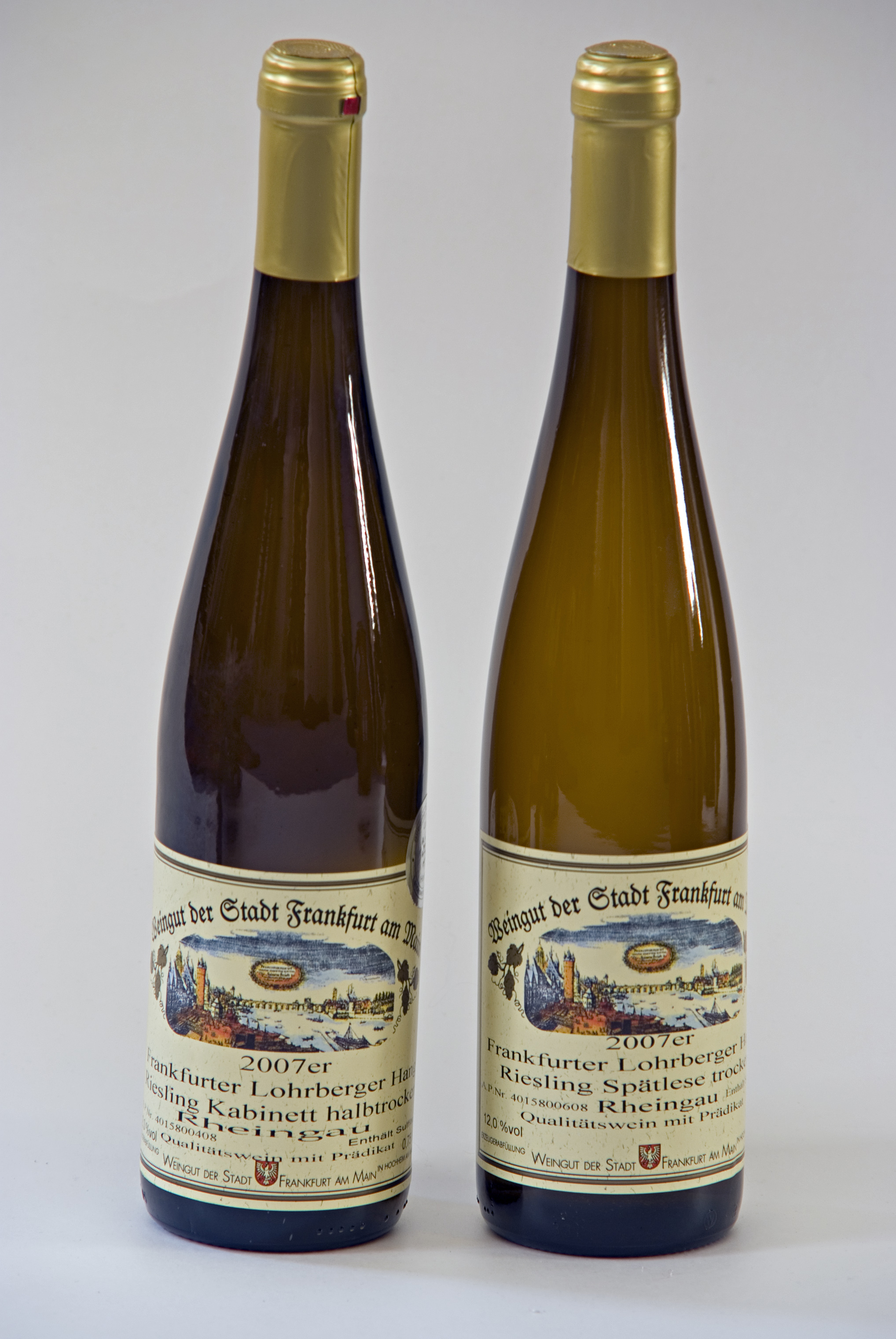
Ein original Seckbacher Erzeugnis, der Lohrberger Hang Riesling

Bekanntestes Erzeugnis Seckbachs dürfte der Frankfurter Lohrberger Hang Riesling sein, ein regelmäßig prämierter Wein der östlichsten Weinlage des Weinbaugebietes Rheingau. Ausgeschenkt wird er beispielsweise in der Lohrbergschänke und im MainÄppelHaus auf dem Lohrberg, aber auch in der Weinstube des Römers. Der Weinberg am Lohrberger Hang gehört dem Weingut der Stadt Frankfurt am Main.

### Energie

#### Umspannwerk
Seckbach verfügt über ein Umspannwerk von überregionaler Bedeutung, das 1963 in Betrieb genommene Umspannwerk Frankfurt/Nord. Es ist  auf der Höchstspannungsseite über eine 220-kV-Leitung an das Kraftwerk Staudinger angebunden. Seit 1962 wurde die Hauptverteilungsspannung in Frankfurt schrittweise auf 100.000 Volt erhöht, zwischen dem Umspannwerk in der Kruppstraße und dem Umspannwerk in der Gutleutstraße wurde daher im Herbst desselben Jahres die erste 110.000-Volt-Leitung der Stadt in Betrieb genommen. 1963 wurde bereits eine 110-kV-Doppelkabelverbindung vom neu errichteten Großumspannwerk der Preußenelektra über das neue Umspannwerk Hochstraße zum Kraftwerk Gutleutstraße fertiggestellt. Durch einen rasanten Anstieg des Stromverbrauchs in Frankfurt musste dem bestehenden 30.000-Volt-Großverteilernetz ein 110.000-Volt-Netz überlagert werden, das im Norden und Süden um die Stadt herumführte, die Kraftwerke West und Niederrad, mehrere Umspannwerke und das Großumspannwerk an der Berger Warte miteinander verknüpfte. Auf dem Areal des Großumspannwerks Berger Warte stehen heute auch Mobilfunksendemaste.

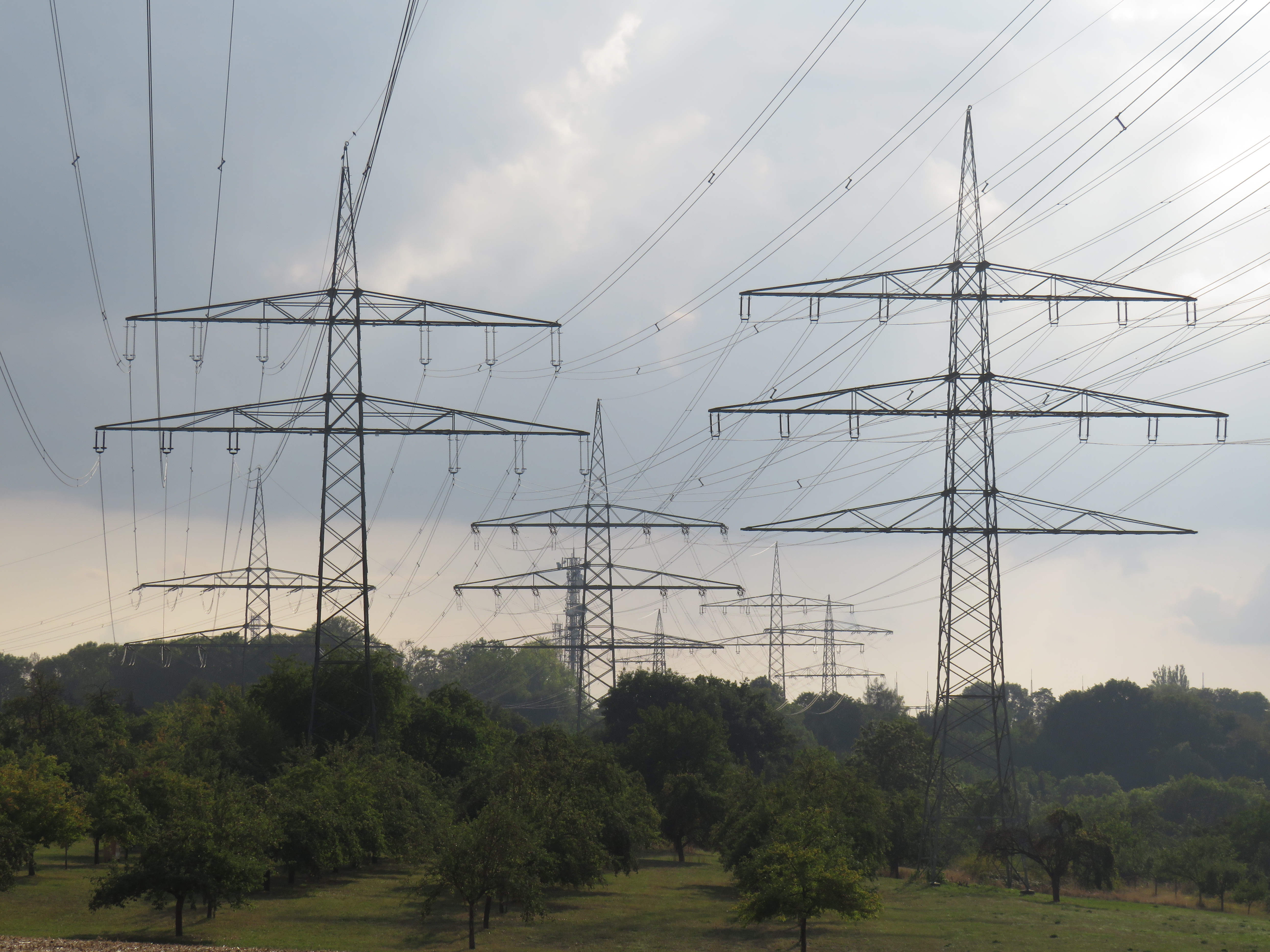
Freileitungen zum Umspannwerk Frankfurt/Nord
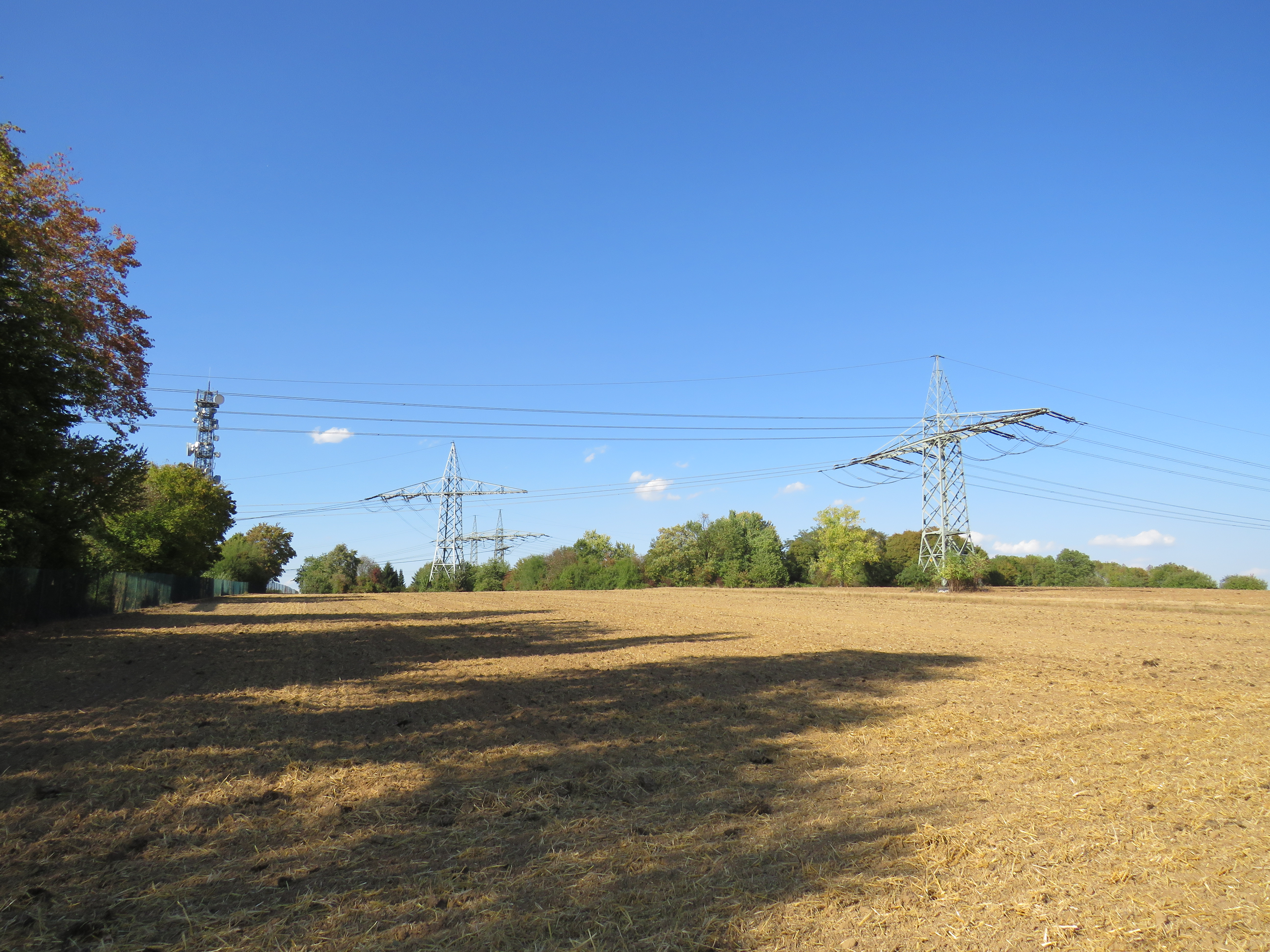
Umspannwerk Frankfurt/Nord an der Berger Warte

#### Weitere Energieanlagen

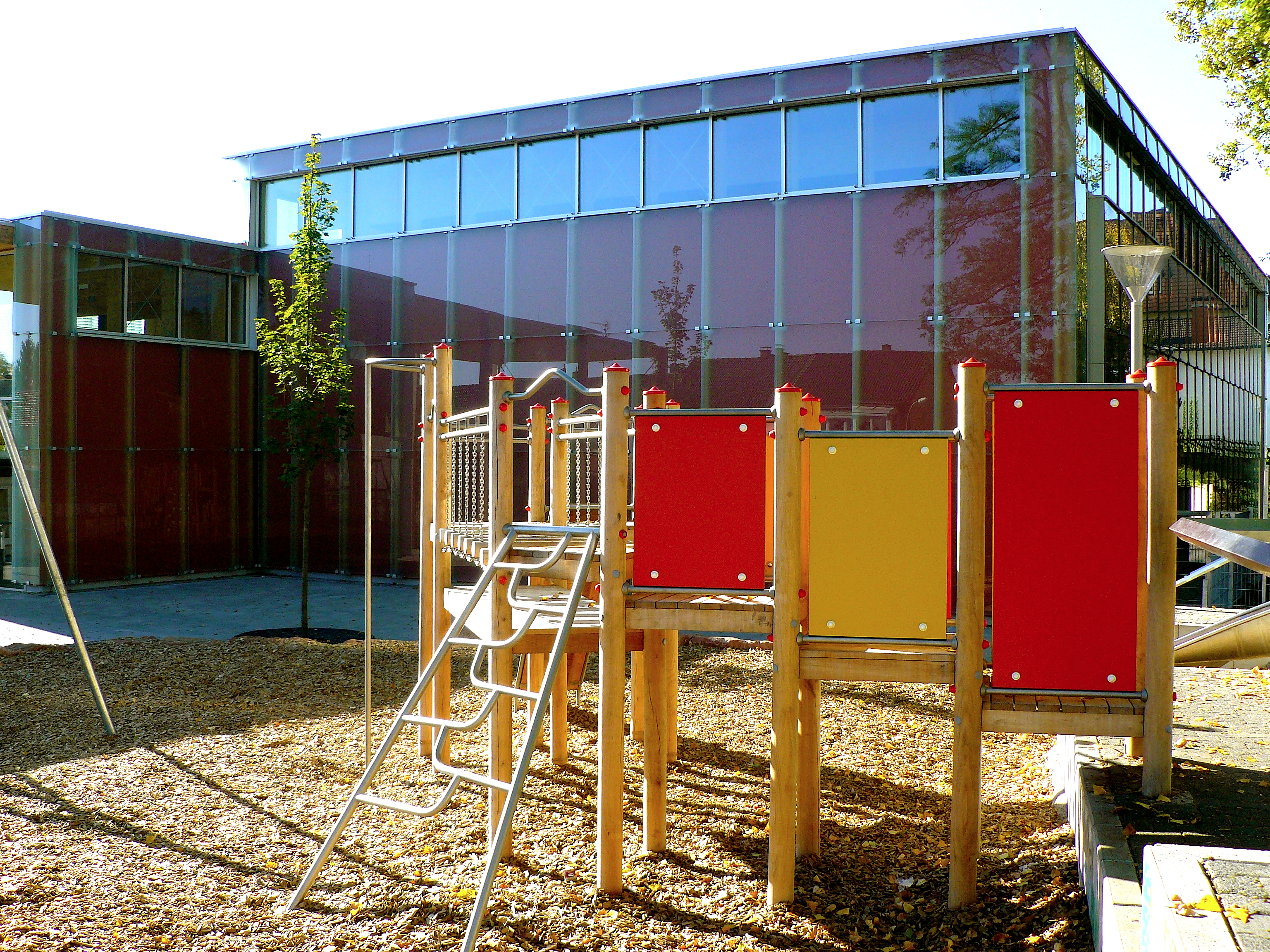
Neue Turnhalle (2010) der Zentgrafenschule im energieeffizienten Passivhaus-Standard

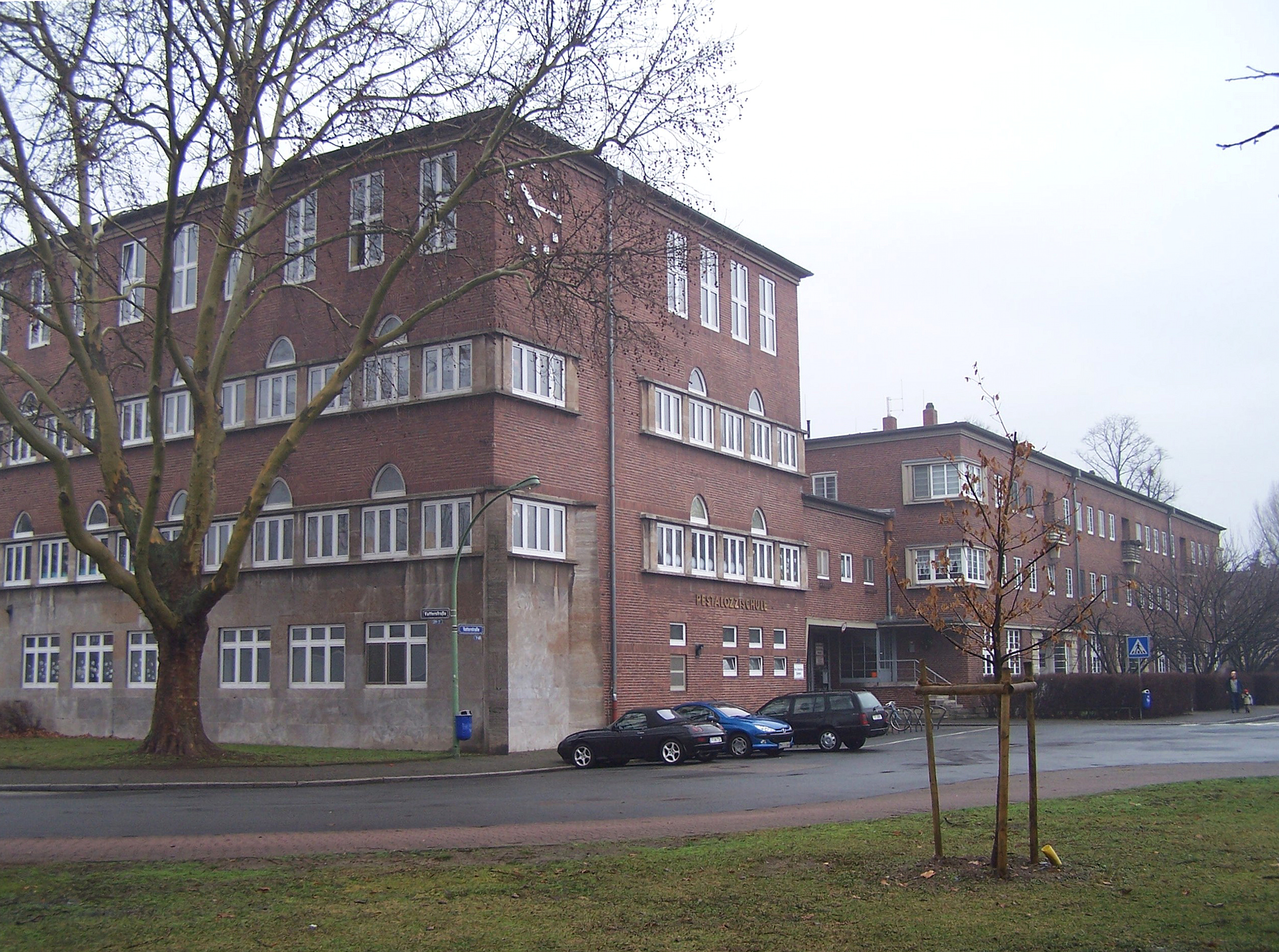
Südfassade der Pestalozzischule, entworfen von Martin Elsaesser, 1925–1926

Im März 1994 wurde die Kraft-Wärme-Kälte-Kopplungsanlage in der Berufsgenossenschaftlichen Unfallklinik Frankfurt am Main am Huthpark / Festeburg in Betrieb genommen. Herzstück sind drei BHKW-Motoren von Jenbacher und eine Absorptionskälteanlage von BBC York, die die Abwärme der Motoren im Sommer in Kälte für die Klimatisierung der Klinik umwandelt.
Auf dem Dach der Friedrich-Ebert-Schule, Arolser Straße 11 befindet sich eine Photovoltaikanlage.

### Öffentliche Schulen
- Friedrich-Ebert-Schule, integrierte Gesamtschule (IGS) und Ganztagsschule
- Zentgrafenschule, Grundschule mit Ganztagszweig
- Pestalozzischule, Grundschule (Aufgrund der Entfernung zur Seckbacher Wohnbebauung wird die Schule vor allem von Riederwälder Schülern besucht.)

Nicht länger existent sind die Alte Lutherische Schule Seckbach, 1709, ab 1834 auch in der ehemaligen Peterskirche und die Neue Schule Seckbach (heute: Zentgrafenschule), 1879.

### Vereine und Gruppen (Auswahl)
- MainÄppelHaus Lohrberg Streuobstzentrum e. V.
- Mainhatten Skywheelers, mehrfacher Deutscher Meister im Basketball
- Rollstuhl-Sport-Club Frankfurt e. V., vielfache Siege bei Paralympics, Welt-, Europa- und Deutschen Meisterschaften
- Turnverein Seckbach 1875 e. V., Deutscher Meister im Handball, Veranstalter des Lohrbergfestes
- Fussball-Gesellschaft Seckbach 1902 e.V

### Friedhöfe
- Parkfriedhof Heiligenstock, Friedberger Landstraße 647[22]

Historisch existierte bis 1757 der Friedhof der reformierten Bergkirche St. Elisabeth zu Kirchberg (Wüstung zwischen Seckbach und Bergen), seit 1710 der Friedhof der im gleichen Jahr geweihten lutherischen Marienkirche und seit 1764 der Kirchhof der in jenem Jahr geweihten reformierten Peterskirche. Letzterer wurde nach der Vereinigung der beiden protestantischen Gemeinden 1821 nicht mehr belegt.

## Kultur

### Museen und Ausstellungen
- Dauerausstellung zur Seckbacher Historie im Heimatmuseum Seckbach, Koordination: Kultur- und Geschichtsverein 1954 Frankfurt am Main.-Seckbach
- Temporäre Kunstausstellungen, Koordination: Kulturgruppe des Turnvereins Seckbach 1875

### Veranstaltungen

#### Musikclub

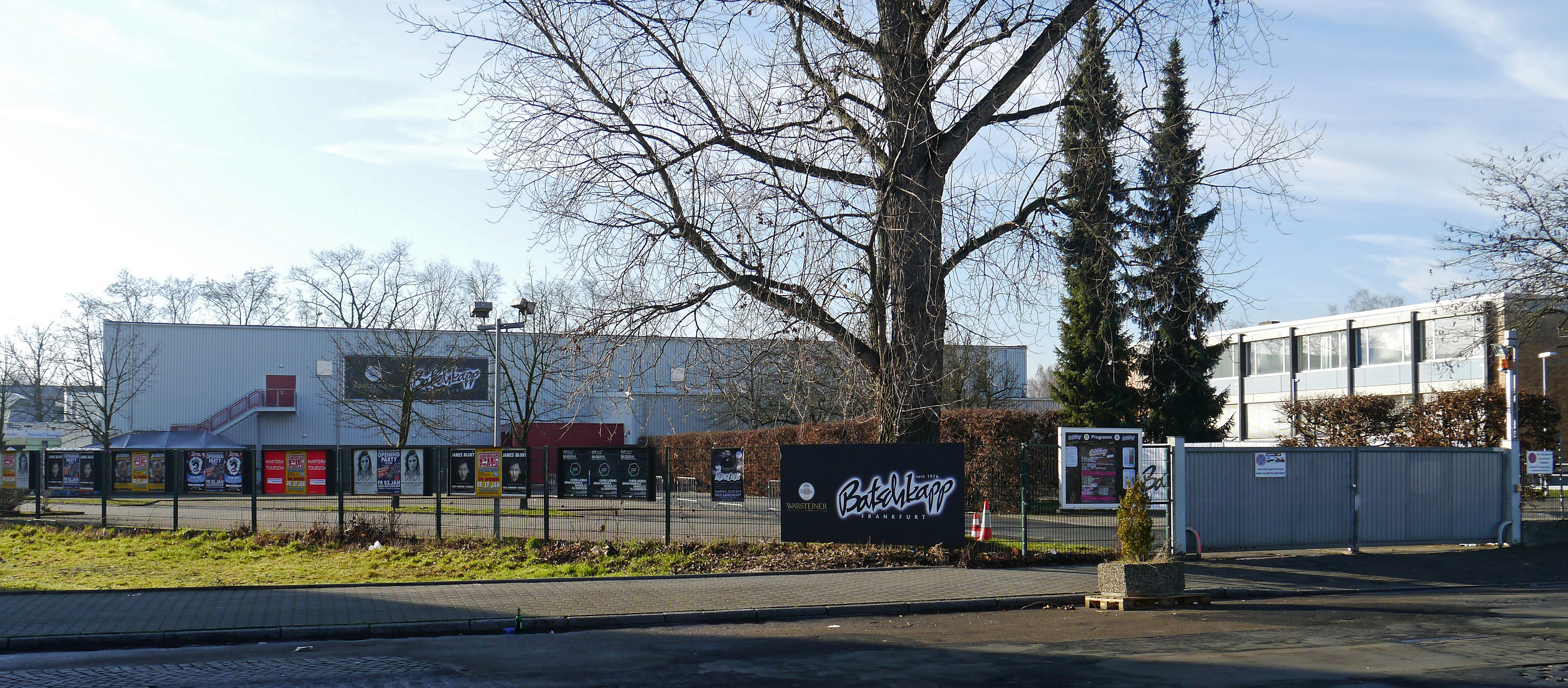
Musikclub Batschkapp

- Batschkapp Seit 2014 in Seckbach ansässiger Rockclub.

#### Atzelbergfest
Seit dem Jahr 2004 veranstaltet die Interessengemeinschaft Seckbacher Vereine im September auf dem Atzelbergplatz das Atzelbergfest. Davor findet in der benachbarten Maria-Rosenkranz-Kirche ein ökumenischer Gottesdienst statt. Im Anschluss nehmen die zahlreichen Besucher die Angebote der Stände einer Vielzahl Seckbacher Gruppen, Schulen und Vereine auf dem Atzelbergplatz wahr. Für das leibliche Wohl sorgen kalte und warme Speisen und Getränke, für Unterhaltung Musik- und Tanzgruppen aus dem Stadtteil.

#### Karlinchenkerb
Die traditionelle Seckbacher Karlinchenkerb zog noch in den 1960er Jahren mehr als 30.000 Besucher an. 1968 musste sie wegen der Errichtung der Neubauten am Atzelberg von ihrem angestammten Platz Im Staffel/Atzelberg ausweichen.

#### Lohrbergfest

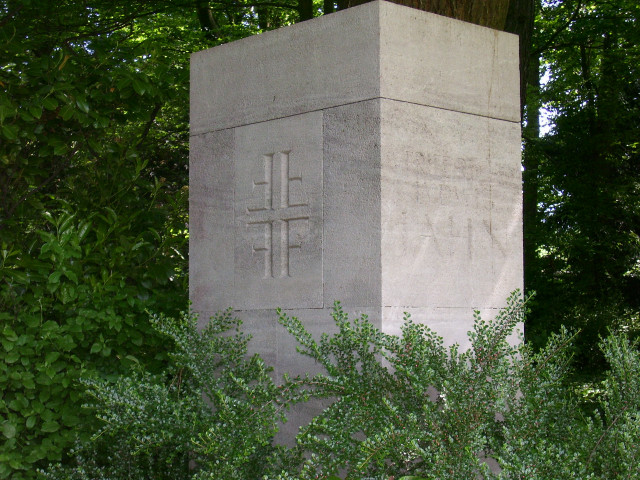
Jahn-Denkmal auf dem Lohrberg

Das im Mai stattfindende Frankfurter Bergsportfest, eine rein leichtathletische und breitensportlich orientierte Veranstaltung, zieht seit 1951 in jedem Jahr Hunderte von Kindern und Jugendlichen auf den Lohrberg. Das Lohrbergfest wird vom Turnverein Seckbach 1875 für den Turngau Frankfurt ausgerichtet und geht auf eine Initiative des damaligen Oberbürgermeisters Walter Kolb zurück.

#### Wochenmarkt
Der Seckbacher Wochenmarkt war jeweils donnerstags auf dem Atzelbergplatz.

## Persönlichkeiten
- Max Quarck (1860–1930), erster sozialdemokratischer Stadtverordneter Frankfurts, Mitglied des Reichstages, Mitglied der Weimarer Nationalversammlung
- Meta Quarck-Hammerschlag (1864–1954), Mitgründerin der Frankfurter Arbeiterwohlfahrt, erste Frau im Frankfurter Magistrat
- Johannes Eckert (1888–1959), Frankfurter Original
- Karl Goebels (1901–1991), Theologe, Propst für Frankfurt am Main
- Herbert Hess (1908–1977), Tenor, Universitätsprofessor in Frankfurt am Main und Mainz
- Gerhard Löwenstein (1915–2000), Arzt, Vorsitzender der Landesärztekammer Hessen
- Erich Dittmann (1916–1999), (Gerichts-)Zeichner und Maler
- Heinz-Herbert Karry (1920–1981), Hessischer Staatsminister für Wirtschaft
- Gustav Heinzmann (1920–2006), Physiker und Erfinder
- Hans Matthöfer (1925–2009), Bundesminister für Forschung und Technologie, Finanzen, Post- und Fernmeldewesen
- Herbert Neumann (1926–2021), Sportjournalist und Autor
- Horst Abt (1927–2015), Präsident der Handwerkskammern Frankfurt und Rhein-Main, Präsident des Hessischen Handwerkstages
- Karl-Heinrich Trageser (1932–2009), Hessischer Staatsminister für Soziales
- Herbie Hess (1933–2015), Jazz-Musiker und Lehrer
- Heidemarie Wieczorek-Zeul (* 1942), Politikerin (SPD), Bundesministerin für wirtschaftliche Zusammenarbeit und Entwicklung
- Manfred Emmel (* 1945), vielfacher Deutscher Meister, Europa- und Weltmeister sowie Olympiasieger
- Reinhard Kaiser (1950–2025), Schriftsteller, Lektor und Übersetzer

## Wissenswert
Der historische Seckbacher Ortskern ist für seine alt eingesessenen und ursprünglichen Apfelweinlokale bekannt, Apfelwein und Lohrberg-Riesling gibt es aber auch bei der Gastronomie des Lohrberges.